# Perperikon

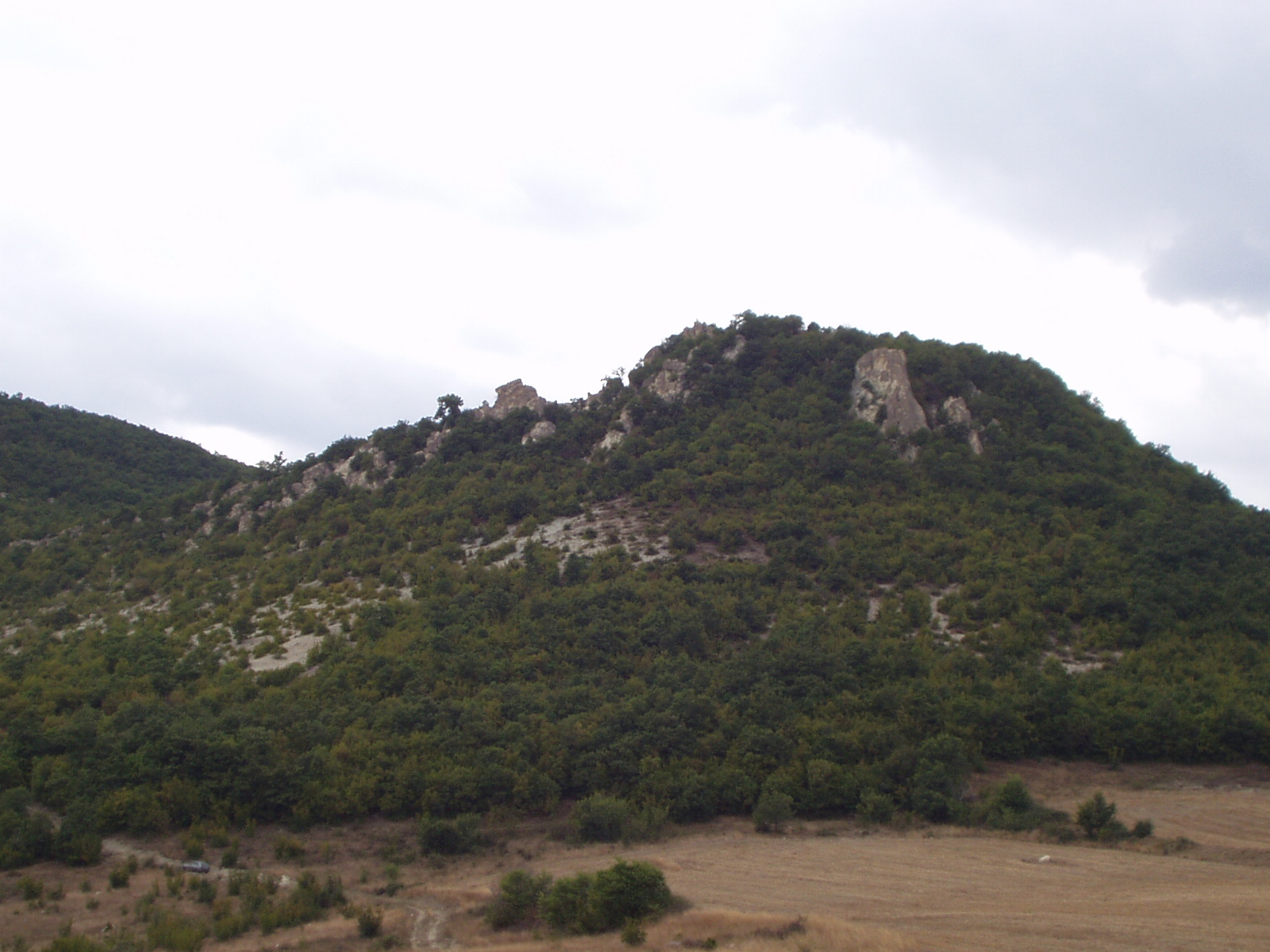
Blick auf Perperikon vom Tal aus (2004)

Perperikon (bulgarisch Перперикон) ist ein archäologischer Komplex in Bulgarien, der bereits in der Steinzeit ein Felsenheiligtum war, dessen Überreste teilweise erhalten sind. Bei den Thrakern wurde das landschaftlich markante Gelände zu einer als heilig geltenden Felsenstadt, Hauptstadt im Orpheuskult und Festung mit Königspalast. Später siedelten auf dem Gebiet Römer, Goten, Byzantiner und Bulgaren.

## Lage

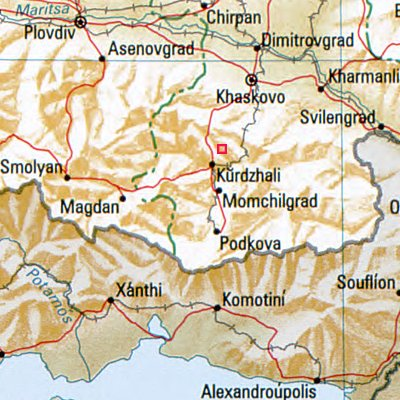
Lage von Perperikon

Perperikon liegt in Südbulgarien, im Osten des Rhodopen-Gebirges, 15 km nordöstlich von Kardschali.
Das Heiligtum der Thraker liegt 470 m über dem Meeresspiegel, auf einem Felsen, der sich auf der Spitze eines Hügels befindet.
Der Felsenberg, auf dem Perperikon gebaut wurde, liegt in einem 10 km langen und 3–4 km breiten Tal (ca. 300–370 m über NN), durch das der goldhaltige Fluss Perperischka (bulg. Перперишката река) fließt.
Entlang des Flusses liegen archäologische Objekte aus verschiedenen Epochen, die sich alle um Perperikon als Zentrum gruppieren. Von unten aus dem Tal ist die Felsenstadt nicht zu sehen.
Die ehemals besiedelte Fläche von Perperikon, die sich auf den Felsen (Megalith-Hügel) und seine Umgebung erstreckte, nahm eine Fläche von ca. 12 km² ein. Die Megalithanlage, die größte auf der Balkanhalbinsel, umfasst eine Fläche von 5 km². Perperikon liegt am rechten Ufer des Flusses Perperek, oberhalb des Dorfes Gorna Krepost.

## Bedeutung
Für die Archäologie hat der thrakische Tempel die größte Bedeutung, da Perperikon der wichtigste Ort der Thraker in den Ostrhodopen war. Die Felsen beherbergten zu jener Zeit einen Kultkomplex sowie eine antike Felsenstadt mit einem Tempel. Es wird angenommen, dass der Tempel das Heiligtum des thrakischen Weltgottes Zagreus (bulg. Сабазий/Sabasij oder Загрей/Zagrej) war. Perperikon war einer der nördlichsten Vorposten der bronzezeitlichen Kultur des Mittelmeerraumes. 
Perperikon wurde in der Antike mit vielen griechischen Mythen verbunden und der hier befindliche Dionysos-Tempel war aus schriftlichen Quellen (siehe Historische Quellen) gut bekannt. Bis zur Entdeckung der Felsenstadt war der Standort aber unklar, deshalb suchten die Archäologen schon seit über 100 Jahren nach ihm.
In der griechischen und römischen Antike war das Heiligtum als Orakel genauso bekannt, wie das von Apollon in Delphi. Und es wird angenommen, dass sich hier die berühmten Heiligtümer und Orakelschreine befunden haben, die der thrakische Stamm der Bessen dem Gott Dionysos gewidmet hatten. Noch in christlicher Zeit wurde der Ort verehrt.
Die Funde aus der Thrakerzeit helfen bei der Rekonstruktion des Lebens einer Epoche, aus der die Historiker wenig Daten besitzen, da es aus der Zeit des 13. bis 12. Jahrhunderts v. Chr. keine schriftlichen Aufzeichnung gibt und auch aus späterer Zeit keine eigenen historischen Nachrichten der Thraker existieren.
Perperikon war das älteste Zentrum der Thraker, das bis heute bekannt wurde. Der Felsenpalast von Perperikon ist 1.000 Jahre älter als die thrakischen Siedlungen, die im Tal der Thrakischen Könige bei Kasanlak gefunden wurden.
Perperikon hat seine Bedeutung für die Archäologie aber auch als größte Siedlung der Steinzeit auf dem Balkan.

## Geschichte
Die Felsen von Perperikon waren bereits in der späten Jungsteinzeit und in der Kupfersteinzeit (Chalkolithikum, Äneolithikum), Ende 6. bis Anfang 5. Jahrtausend v. Chr. heilig. Die Anhöhe war bis zum 14. Jahrhundert v. Chr. besiedelt.

### Historische Quellen

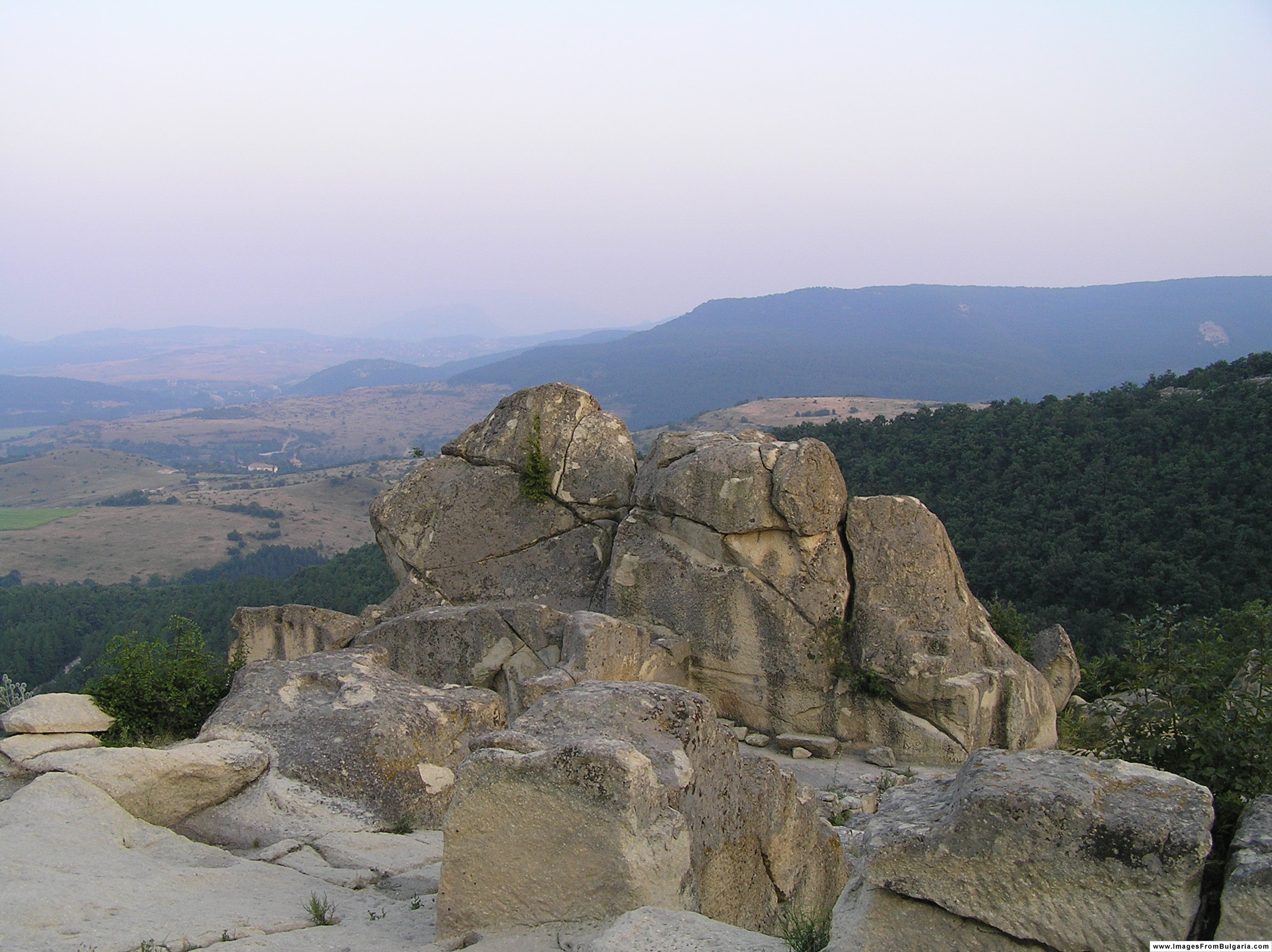
Die Ruinen von Perperikon

Die Quellen berichten von einer Priesterin, die Prophezeiungen machte, ähnlich dem Orakel in Delphi. Die Lage des Dionysos-Orakels wurde jedoch geheim gehalten. Heute schließen die Forscher lediglich aus Indizien, dass der Haupttempel des Dionysoskultes in Perperikon stand, ein absoluter Beweis dafür liegt jedoch noch nicht vor. Eine andere mögliche Stelle, an der sich das Dionysos-Orakel befunden haben könnte, ist der Felsen Belantsch (bulg. Беланташ; internationale Transliteration : Belintaš), ebenfalls in den Ostrhodopen. Auch hier wurden viele thrakische Megalithheiligtümer entdeckt.
Macrobius (um 400 n. Chr.) berichtete von einem Heiligtum in der Form einer ovalen Halle.
Euripides ist in seiner Tragödie „Hekabe“ (424 v. Chr.) verwundert, dass „einige sagen, dass das Dionysos-Orakel im Pangaiongebirge liegt, während andere sagen, dass es im Hemus (Balkangebirge) liegt.“ Nach den Berichten späterer römischer Geschichtsschreiber war jedoch das Dionysos-Orakel in den Rhodopen das wichtigste Heiligtum.
Weitere griechische und römische Historiker schreiben, dass Alexander der Große, Marcus Crassus und Xerxes I. unabhängig voneinander ein Orakel in den Rhodopen kannten.

### Steinzeit – Bronzezeit – Eisenzeit

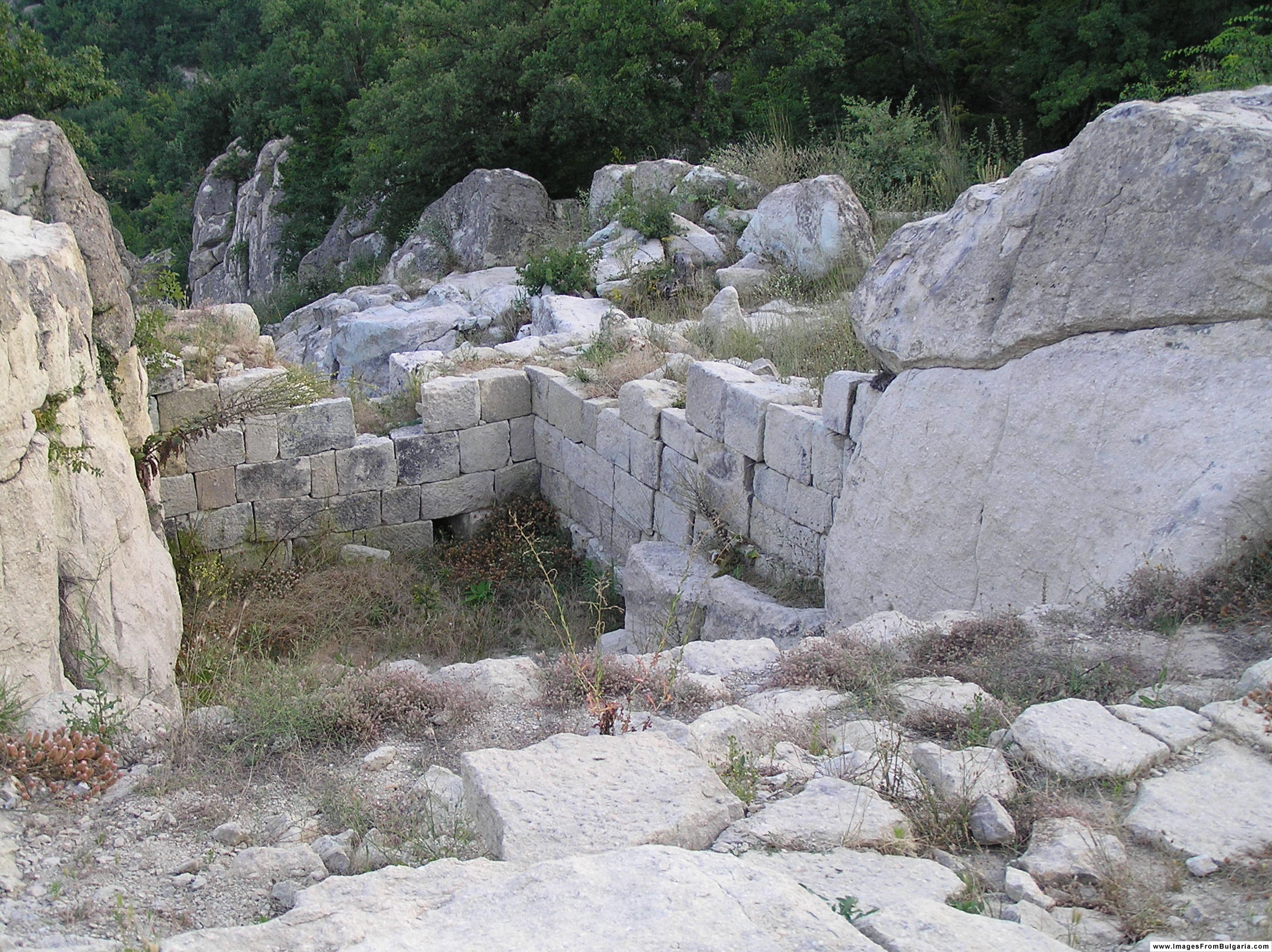
Perperikon

Bereits aus der späten Jungsteinzeit lassen sich Spuren in Perperikon nachweisen. Wahrscheinlich liegen die Anfänge der Kultstätte sogar noch weiter zurück.
Die Funde zeigen, dass es sich nicht um eine Siedlung, sondern um einen Felsen handelt, der im Rahmen des Steinkultes verehrt wurde.
Perperikon war das Zentrum der steinzeitlichen Megalithkultur in den Rhodopen. Menschliche Aktivitäten in der Region reichen bis in das 6. Jahrtausend v. Chr. zurück. Es gibt jedoch keine erhaltenen Bauten aus dieser Zeit.
Perperikon war ein Zentrum einer verschwundenen Zivilisation, die von den Archäologen provisorisch als „Zivilisation der Felsenmenschen“ beschrieben wird.
Aus der Kupfersteinzeit, Ende 6., Anfang 5. Jahrtausend v. Chr. wurden Felsen-Gruben gefunden, grob in den Felsen gehauene Vertiefungen, die mit grob zerschlagener Kult-Keramik gefüllt waren.
Eines der Symbole der Felsenmenschen war ein Kreis mit fünf Strahlen, eine Sonne. In den steinzeitlichen Anfangszeiten von Perperikon vergötterten die Menschen den kahlen Felsen und beteten die Sonnengöttin an. Es gibt das Fragment eines Keramikgefäßes mit der Darstellung der fünfstrahligen Sonne, deren Strahlen in einer Corona aus Flammen enden. Das Fragment wurde zusammen mit weiteren Keramikfragmenten in einem Abwasserkanal eines Gebäudes entdeckt und wird auf die späte Bronzezeit, 15. – 12. Jahrhundert v. Chr. datiert. Damit war bewiesen, dass mit der Errichtung der Monumentalbauten bereits 1.000 Jahre früher als bisher angenommen begonnen wurde. Bis dahin hatte man angenommen, dass der Baubeginn um das 5. bis 4. Jahrhundert v. Chr. lag.
Die Steinzeitmenschen waren noch nicht in der Lage Skulpturen zu schneiden, so wurde nur der große Felsen angebetet. Die Menschen jener Zeit verehrten große Berge und Felsen, sowie die Sonne als Göttin.
Die Steinzeitmenschen hatten Perperikon zum steinernen Wohnsitz ihrer Götter gewählt. Deshalb errichteten sie hier ein Orakel und nach und nach Wohnstätten für die Pilger. Später kam der Tempel hinzu.
Erst in der Bronzezeit verstand man es große Steinmassen aus dem Felsmassiv zu schlagen. Die gut erhaltenen Gebäudereste, die in die Felsen gehauen wurden, stammen aus dieser Zeit. Im Laufe der Jahrhunderte wurde die bearbeitete Steinfläche immer größer.
Dabei haben die nachfolgenden Kulturen und Bewohner die älteren steinernen Bearbeitungsspuren ihrer Vorgänger zu großen Teilen wieder verwischt. Diese älteren Spuren der Steinbearbeitung sind nur noch an Stellen zu finden, die weiter abseits und verdeckt liegen.
Allmählich wurde der Fels in eine Festungsmauer umgewandelt, deren Steine lediglich kunstfertig aufeinander gestapelt wurden. Die Fugen wurden nicht gemörtelt.
Die ersten Zivilisationsspuren auf dem Berg datieren aus der Bronzezeit, während die Keramikfunde aus der frühen Eisenzeit stammen, genauso wie der beeindruckende Rundaltar, mit einem Durchmesser von fast zwei Metern, der aus dem Felsen gehauen wurde. Während der späten Bronzezeit und der frühen Eisenzeit haben sich die Kulteinrichtungen auf dem Berg stark ausgeweitet.
Die Entwicklung des Felsenkomplexes setzt sich in der Bronzezeit fort. In der späten Bronzezeit, 18. bis 12. Jahrhundert v. Chr., erlebte Perperikon seine erste große Blütezeit. Das ist die Epoche der kretisch-mykenischen Kultur, der Blütezeit von Troja und Mykene.
Die ältesten Fundschichten stammen aus der Eisenzeit.

#### Metallverarbeitung
Archäologen fanden 2006 unter anderem Gießformen für Äxte, Blasebalg, die für die Verhüttung benutzt wurden, Pfeile, Schmelztiegel und Metallscharniere. Diese Funde belegen, dass Perperikon im 13. Jahrhundert v. Chr. ein Zentrum der Metallverarbeitung war.
Diese Funde stammen aus der Zeit des Übergangs von der späten Bronzezeit zur frühen Eisenzeit. Zu dieser Zeit, dem Ende der Bronzezeit, gingen, mit Ausnahme der Thraker, die östlichen Mittelmeerzivilisationen schlagartig unter. Wahrscheinlich wegen einer oder mehrerer Naturkatastrophen und/oder feindlicher Invasionen, wie dem Seevölkersturm. Danach begann das sogenannte dunkle Zeitalter, aus dem nur sehr wenige Funde und Daten vorliegen. Die Zivilisation der thrakischen Stämme entwickelte sich jedoch in dieser Zeit weiter und blühte auf.

### Thraker

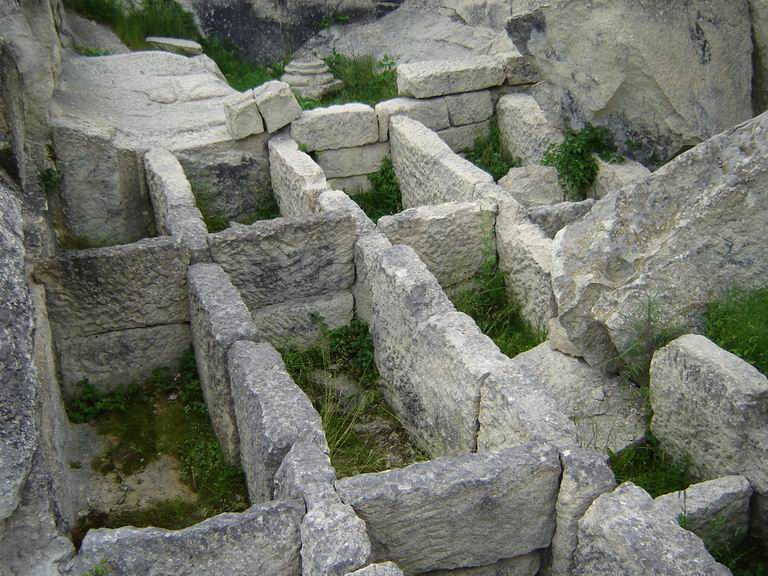
Die Gräber der Herrscher

Die heilige thrakische Stadt Perperikon wurde um 1.500 v. Chr. gebaut. Perperikon war ein städtisches Zentrum der Thraker und ihr religiöser Mittelpunkt. In Perperikon stand die Residenz der thrakischen Könige, die ca. im 6. bis 5. Jahrhundert v. Chr. erbaut wurde. Ausgrabungen lassen vermuten, dass in der Umgebung wichtige Mitglieder der Königsfamilie bestattet wurden. Offensichtlich war das Palastheiligtum die befestigte Hauptstadt der thrakischen Herrscher in den Rhodopen.

#### Orphismus
Perperikon war eine Kultstätte der thrakischen Religion der Orphiker. Dieses philosophische System wird heute wegen ihres Mitbegründers Orpheus als Orphismus (auch Orphizismus) bezeichnet. Seine Ursprünge hatte der Orphismus in den Lehren und Gesängen des Orpheus, sowie in Thrakien Anfang des 9. Jahrhunderts v. Chr. und verbreitet sich dann über das antike Griechenland und den Mittelmeerraum.
Dem Orphismus lag ein ausgesprochen aristokratisches Konzept zugrunde. Es war ein Kult um die Ahnen-Könige, um die Quelle der Fruchtbarkeit, um die Oberpriester und um Anthropodemonen (Tote, deren Körper nicht verfallen, eine Art „Untote“). Der Orphismus gründete sich auf den Dionysos-Kult.
Der Orphismus als Glaube und als Philosophie war um 900-800 v. Chr. weit verbreitet. Unter anderem hingen auch viele römische Kaiser diesem Glauben an. An den Festen zu Ehren von Orpheus, die an geheimen Orten stattfanden, unter anderem in Perperikon, durften nur unverheiratete, geweihte Männer teilnehmen, während „normale Sterbliche“ nicht zugelassen waren.
Der Archäologe Nikolaj Owtscharow nimmt mit anderen Autoren an, dass der mythische Orpheus nicht nur hier lebte, sondern ein lokaler Herrscher in den Rhodopen war.
Die Thraker suchten an diesem heiligen Ort das Gleichgewicht zwischen den fünf Elementen, aus deren chaotischer Mischung die Welt nach ihrer Vorstellung bestand. Außer Erde – Feuer – Wasser – Luft war auch das Pferd, als fünftes Element, heilig und wurde verehrt.
Die Riten des Dionysos-Kultes wurden an versteckten Orten im Gebirge oder in Höhlen durchgeführt. Solche Höhlen wurden unter anderem in den Rhodopen, im Strandscha-Gebirge und im Sakar-Gebirge gefunden.
Die Teilnehmer führten pantomimische Stücke auf und ein Chor sang die Erzählung dazu. Der Höhepunkt des Rituals war die Darstellung des Todes des König-Priesters, eine Anspielung auf den Mythos, nach dem die Titanen den Zeus-Sohn Zagreus zerstückelt und verspeist haben, der dann als Dionysos wider auferstand. Zur Darstellung wurde das Blutopfer eines Bullen, eines Pferdes, einer Ziege und manchmal sogar eines Menschen verwendet. Die nachfolgende Massenkopulation, zur Darstellung der Empfängnis durch die Mutter-Gottheit, veranlasste den antiken Geschichtsschreiber Herodot die Thraker wegen ihrer sexuellen Zügellosigkeit anzuprangern.
Nach der orphischen Mythologie war Zagreus, der männliche Natur-Gott, verwandt mit der weiblichen Mutter-Gottheit. Die Kopulation versinnbildlichte ihre Vereinigung.

### Römisches Reich
Die Römer, die im 1. Jahrhundert n. Chr. den Balkan eroberten, bauten die alte thrakische Siedlung aus und urbanisierten sie.
Die Epoche des Römischen Reiches hatte einen deutlichen Einfluss auf Perperikon. Es wurde eine große, drei- bis vierstöckige Festung in den ausgehöhlten Fels gebaut. Um den Hügel herum wurde eine große Festungsmauer gebaut, deren Wände 2,80 m dick waren. Die Festungsmauer umgab Tempel und ganze Wohnviertel. Die meisten dieser Gebäude sind noch nicht gefunden worden. Jedoch wurden einige, in den Fels gehauene Straßen, gefunden.
Nach der Eroberung durch die Römer wurden neue Befestigungen gebaut und nach der Einführung des Christentums im 4. Jahrhundert n. Chr. wurden die heidnischen Tempel in christliche umgewandelt und neue Kirchen gebaut.
Während der römischen Periode bewachte eine starke Festung mit einer Garnison die Stadt. Es gab drei Stadttore, die in größeren Abständen hintereinander lagen und so den Eroberern den Weg versperrten. Von der Verankerung des inneren Stadttores sind noch quadratische Löcher im Fels zu sehen. Auf der Akropolis (eine Festung auf dem höchstgelegenen Teil einer Stadt) hatte der römische Gouverneur ein Schloss. Einige Meter vom Schloss entfernt wurde die älteste Kirche in den Rhodopen entdeckt, die Ende des 4. Jahrhunderts erbaut wurde.

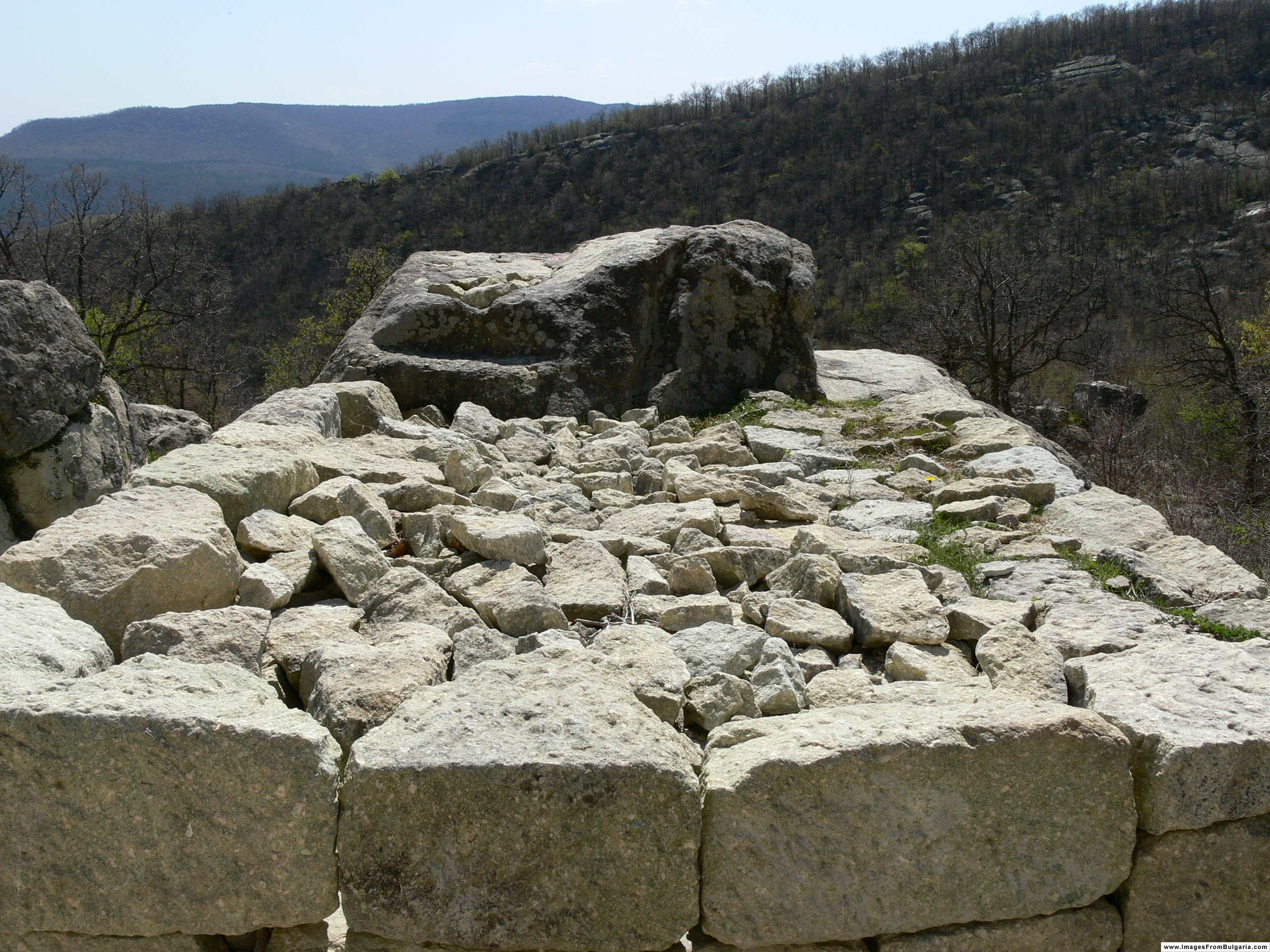
Perperikon

Innerhalb der Mauern wurden auch Tempel und Wohngebäude errichtet. Die Felsenstadt hatte während der Zeit des Römischen Reiches ihre größte Ausdehnung und ihren kulturellen Höhepunkt.
Die Bessen wurden 72 v. Chr. von den Truppen des Prokonsul von Macedonia Marcus Terentius Varro Lucullus unterworfen.
Das thrakische Volk der Bessen war bis dahin immer mit dem thrakischen Volk der Odrysen verfeindet gewesen. Die Bessen waren die Hüter des Hauptheiligtums ihres Gottes Zagreus in Perperikon. Nach der Unterwerfung der Bessen durch die Römer übergaben die Bessen jedoch das Heiligtum in Perperikon (Dionysos-Tempel) an die Odrysen, um ein antirömisches Bündnis zwischen beiden thrakischen Völkern zu schmieden.
Die Römer eroberten 29 v. Chr. das Heiligtum und übergaben es den Odrysen, die weiter im Osten lebten und der Feind der Bessen waren. Damit provozierten die Römer einen Aufstand der Bessen gegen die Römer im Jahr 15 v. Chr. Einen zweiten Krieg zwischen den beiden thrakischen Stämmen gab es im Jahr 11 v. Chr. In beiden Kriegen wurden die Bessen von ihrem König Vologaises (bulg. Вологес) in den Kampf geführt, der gleichzeitig ihre Oberpriester des Dionysos-Kultes war. Nachdem beide Stämme in diesem zweiten Krieg hohe Verluste erlitten hatten und geschwächt waren, gelang es den Römern ganz Thrakien einzunehmen. Die Bessen wurden fast völlig vernichtet. Einige übriggebliebene Bessen wurden in die Dobrudscha umgesiedelt.
Nach neueren Quellen verlief die Grenze zwischen dem Königreich der Bessen und dem Königreich der Odrysen in den Ostrhodopen, östlich des heutigen Kardschali. Cassius Dio meint, dass die heilige Stadt Perperikon mit ihrem Dionysos-Tempel genau an der Grenze zwischen den beiden Königreichen lag.
46 n. Chr. haben die Römer endgültig die Rhodopen erobert. Jetzt begann eine gemischte thrakisch-römische Periode, die bis zum Vordringen der Slawen in diese Region anhielt. Octavius machte die Region später zur römischen Präfektur Bessica.
Während der Herrschaft der Römer kamen römische Offiziere und Adlige zur Erholung in die Region um Perperikon. Ein Beispiel dafür ist die gut erhaltene Villa Armira in Iwajlowgrad und die antike Stadt Perperikon.
Beim Zerfall des Römischen Reiches wurden die Thraker wahrscheinlich hellenisiert, zumindest das Volk der Bessen. Das bedeutet wahrscheinlich auch die Christianisierung der Bessen. Die Goten zogen im 3. Jahrhundert n. Chr. durch die Rhodopen und verwüsteten die Region.
Während der Herrschaft des Römischen Reiches erreichte Perperikon eine Blütezeit, die jedoch mit dem Einfall der Goten endete. Diese zerstörten die Städte und Dörfer der Region in der 2. Hälfte des 4. Jahrhunderts n. Chr. Auch in Perperikon fanden die Archäologen Hinweise, dass die Stadt eingenommen und niedergebrannt wurde. Jedoch bereits im 5./6. Jahrhunderts n. Chr. entstand sie wieder neu.

### Byzantinisches Reich
Nach der Teilung des Römischen Reiches wurde Perperikon ein Teil des Byzantinischen Reiches. In dieser Zeit dehnte sich die bebaute Fläche auf die Hänge und den Fuß des Hügels aus und bestand einige Hundert Jahre lang. Die Festungsmauern von Perperikon wurden wiederhergestellt, teilweise wurden neue gebaut, um den Schutz für die Akropolis zu verstärken – insbesondere von der verwundbaren Westseite her.
Mit der Stabilisierung des Byzantinischen Reiches im 9. Jahrhundert n. Chr. wurde Perperikon zum administrativen Zentrum der Ostrhodopen.
Das Leben in der Stadt am Fuße des Hügels blühte erneut auf, erreichte jedoch nicht mehr den gleichen Glanz wie in der Antike. Auf den Überresten des aus der Spätantike stammenden Tempels auf der Akropolis, wurde eine neue Kirche errichtet. Das Baumaterial waren gehauene Steine, die gemörtelt wurden. In der Nähe wurde eine sehr große Nekropole angelegt, die den Archäologen eine Vorstellung von der Größe der Stadt ermöglichte. Es wurden Wohngebiete angelegt, deren Häuser teilweise in die Erde gebaut waren (Grubenhaus) und zum Teil wurden auch die alten Straßen wiederverwendet.
Im 13./14. Jahrhundert n. Chr. war die Festung in Perperikon das administrative Zentrum der Region und Bischofssitz. Später wurde aus der Region Perperikon und der Region Achridos eine gemeinsame Verwaltungseinheit geschaffen und die Festung gewann wieder an Bedeutung. 1339 wurde der bis dahin bestehende Bischofssitz Achridos aufgeteilt und Perperikon wurde zum selbständigen Bischofssitz.
Unter den in Perperikon entdeckten Funden von Keramik, Münzen und Gerätschaften sind die für dieses Gebiet äußerst seltenen Silbermünzen des Zaren Iwan Alexander von besonderem Interesse. Solche Münzen wurden bisher in dieser Region äußerst selten gefunden wurden. Diese Münzen dokumentieren Alexanders kurze Herrschaftsperiode über Perperikon im Jahre 1343.
Während eines Bürgerkrieges von 1341 bis 1346 wurden die Festungen in den Ostrhodopen zerstört und nicht wieder aufgebaut. Augenscheinlich erlitt auch die Festung von Perperikon dieses Schicksal.
Auch das Christentum, das sich seit dem 5. Jahrhundert gefestigt hatte, hinterließ seine Spuren in Perperikon. Die Basilika auf der Akropolis wurde zu einer Kirche umgebaut, indem an der Ostseite eine benötigte Apsis hinzugefügt wurde. Gleichzeitig wurden auch in der Umgebung von Perperikon weitere Kirchen erbaut. In Perperikon befand sich auch eine Reliquie aus dem 9. bis 10. Jahrhundert n. Chr. – eine Kreuzreliquie, ein Kreuz, das einen Holzsplitter vom Kreuz Christi enthält.

### Bulgaren
Von Norden und Südost drangen Slawen und Araber in die Region ein, erst später dann die Bulgaren. Das Territorium des Byzantinischen Reiches verkleinerte sich so stark, dass sogar der Fortbestand des Reiches gefährdet war. Überall gab es Verfall und Entvölkerung. Anfang des 7. Jahrhunderts n. Chr. wurden viele Festungen aufgegeben, obwohl ihr Ausbau gar nicht lange zurücklag. Dieses Schicksal widerfuhr auch Perperikon. Das Leben in Perperikon verschwand nicht völlig, war aber nicht mehr mit dem Glanz früherer Zeiten zu vergleichen.
Nach der Gründung des Ersten Bulgarischen Reiches 681 n. Chr. wurde die Rhodopenregion zum umkämpften Grenzland zwischen dem Bulgarischen Reich und dem Byzantinischen Reich. Bei den häufigen Kriegen und Belagerungen der Festungen in den Rhodopen wurden viele der Festungen zerstört: Perperikon, Ustra, Efrem und Wischegrad. Zeitweise war die Rhodopenregion zwischen dem Oströmischen Reich (= Byzantinisches Reich) und dem Weströmischen Reich umkämpft.
Im 7. Jahrhundert n. Chr. wurden auf Anweisung des byzantinischen Kaisers die Protobulgaren unter ihrem Anführer Khan Kuber in der Umgebung von Thessaloniki angesiedelt. Ähnlich wie in der Religion der Thraker spielte auch in ihrer Religion die Verehrung von Felsen eine wichtige Rolle. Der bulgarische Stamm unter Kuber hinterließ an den Südhängen der Rhodopen einige von den von Archäologen gefundenen Graffiti-Zeichnungen, unter anderem in Perperikon. Diese Zeichnungen ähneln sehr den Zeichnungen der Protobulgaren, die in Nordostbulgarien gefunden wurden. Alle diese Zeichnungen haben Kultcharakter – ein symbolisches Damespiel und rituelle Darstellungen der weiblichen Geschlechtsorgane. Letztere haben wahrscheinlich mit dem Kult um die Göttin Umay (bulg. Умай) zu tun. Umay war eine Fruchtbarkeitsgöttin bei den Turkvölkern. Die Zeichnungen wurden mit einem spitzen Gegenstand auf der höchsten Stelle in den Felsen von Perperikon geritzt.
Zwischen dem 7. und dem 14. Jahrhundert n. Chr. kämpften die Bulgaren gegen das Byzantinische Reich um die Kontrolle über dieses Gebiet. 1343 verloren die Bulgaren hier endgültig.

### Mittelalter
Die Bulgaren kämpften unter Zar Kalojan 1205 gegen den lateinischen Kaiser Balduin I. in der Schlacht von Adrianopel.
Im Jahre 1339 wurde Perperikon schon als reiches Bistum bezeichnet.
Bis 1999 hielten die Archäologen Perperikon lediglich für den Teil eines mittelalterlichen Festungssystems. Auf dem Felsen steht heute noch der teilweise erhaltene und restaurierte Festungsturm der mittelalterlichen Festung von Perperikon. Er wurde ca. im 12.–14. Jahrhundert erbaut. Zu dieser Zeit erlebte die neu geschaffene Provinz Achridos (bulg. Ахридос), die die ganzen Ostrhodopen umfasste, ihre Blütezeit. Es gab auch ein Erzbistum Achridos.

### Osmanisches Reich
Perperikon war eine starke byzantinische Militärfestung. Nachdem Didymoticho im November 1361 in osmanische Hände gefallen war, folgte die Eroberung und Niederwerfung der Ostrhodopen. Nur das mächtige Perperikon stand jedoch noch im Weg. Die Stadt wurde 1362 eingenommen und mit allen Klöstern niedergebrannt und komplett zerstört.
Bei einer Rettungsgrabung auf der geplante Fläche für die Errichtung des Besucherzentrums wurden 2007 die Reste einer Kirche aus dem 11. Jahrhundert n. Chr. gefunden. Dabei wurden 20 Gräber gefunden, in denen christlich gekleidete Menschen bestattet waren. Einige sind einfach in der Erde begraben worden, andere in Steinkammern. Darunter waren auch die Gräber von sechs geköpften Männern, die 1362 durch die Osmanen hingerichtet worden sein könnten. Damit versuchten die Osmanen während der langen Belagerung von Perperikon 1362 den Verteidigungswillen der Verteidiger von Perperikon zu brechen.
Die menschlichen Überreste in weiteren 19 Gräbern mit Männern, Frauen und Kindern neben der Kirche stammen aber offensichtlich aus friedlichen Zeiten und aus noch älteren Jahrhunderten. Die Kirche und die Nekropole mit den insgesamt 25 Gräbern wurden vom Team von Chitko Watschew (bulg. Хитко Вачев) vom Historischen Museum in Weliko Tarnowo entdeckt.
Weil man die Schädel etwas seitlich von den Gräbern gefunden hat, wird daraus geschlossen, dass die enthaupteten Leichen zuerst ohne den Kopf begraben wurden, der dann erst später bestattet wurde. In einem Grab eines Geköpften wurde zusätzlich ein weiterer Schädel ohne Körper gefunden.
Zu dieser Zeit war es üblich die Männer hinzurichten und die Frauen und Kinder als Sklaven in das Osmanische Reich zu verschleppen.
Bei Grabungen neben der Zitadelle auf dem Gipfel fanden die Archäologen große Mengen an zerbrochenen Waffen, improvisierte Gräber, 70 zerstörte christliche Altar-Kreuze aus Bronze und Silber. Diese Spuren deuten auf heftige Kämpfe hin. Diese Kämpfe fanden sehr wahrscheinlich bei der Einnahme der Stadt durch die Osmanen 1362 unter Orhan I. statt. Die Kreuze wurden wahrscheinlich von den flüchtenden Bewohnern der Umgebung mit in die Festung gebracht, um sie vor der Entweihung durch die anrückenden Osmanen zu retten.
Dafür spricht, dass 30 Silbermünzen von Orhan I. hier gefunden wurden. Das ist eine relativ große Menge einer ansonsten eher seltenen Münze.
Nach der Einnahme der Festung und der Stadt Perperikon stationierten die Osmanen dort eine Garnison. Diese bestand aber nur ca. 20 Jahre, bis zur endgültigen Eroberung des Rhodopen-Gebietes durch die Osmanen und wurde 1385 aufgegeben, da sich die Grenzen des Reiches viel weiter nach Norden verschoben hatten.
Am Fuße des Berges, wo früher die Vorstadt mit den Wohnvierteln lag, siedelte wahrscheinlich weiterhin eine christliche Bevölkerung.
Die einzige schriftliche Überlieferung dafür ist ein Eintrag aus dem osmanischen Steuerregister von 1628/29 , in dem die beiden Derwendschi-Dörfer Karalar (bulg. Каралар) und Dere Machala (bulg. Дере махала) erwähnt werden.
Bei den Rettungsgrabungen am zukünftigen Besucherzentrum wurde innerhalb der Ruinen der Kirche aus dem 11. Jahrhundert eine weitere sehr kleine, spätere Kirche aus dem 16. Jahrhundert entdeckt. Auch neben dieser kleinen Kirche wurde eine Nekropole gefunden. Offensichtlich war Perperikon auch nach der osmanischen Eroberung 1362 weiterhin ein, wenn auch kleines und nur noch für die umliegenden Dörfer, geistliches Zentrum der Christen. Dafür spricht auch der Fund des Bronzebeschlages einer Ikone aus dem 16. Jahrhundert, auf dem man gut die Aufschrift Charitonos (bulg. Харитонос) entziffern kann. Die Verehrung dieses Heiligen war besonders im 15./16. Jahrhundert verbreitet. Möglicherweise war er der Schutzheilige der Kapelle. Die letzten Gräber um die Kapelle stammen aus dem 17. Jahrhundert, als Alianen (engl. Alians) aus dem Iran in diese Region umgesiedelt wurden. Das weitere Schicksal der örtlichen christlichen Bevölkerung ist nicht bekannt.
Die verstärkte Ansiedlung von Moslems im 18. Jahrhundert hat die ethnische Zusammensetzung in der Region grundlegend verschoben.
Seit 2005 ist der Perperek Knoll nach der Anlage benannt, ein Berg auf der Livingston-Insel in der Antarktis.

## Name und Lokalisierung
Perperikon nannten die Byzantiner die Stadt. Der vorbyzantinische Name der Stätte ist nicht bekannt. Die Identifizierung mit Perperikon ist teilweise noch sehr spekulativ, da seit Grabungsbeginn im Jahr 2000 keine Funde dazu vorliegen.

### Pergamon
Das religiöse Zentrum Perperikon wurde angeblich einst Pergamon genannt. Diese These vertritt Nikolaj Owtscharow in seinem Buch, nach sechs Jahren Tätigkeit als Leiter der Grabungen in Perperikon.
Pergamon ist ein thrakisches Wort und bedeutet so viel wie „Festung auf dem Gipfel“. Der Name Pergamon zeugt von der Existenz einer Festung. Karten aus dem Mittelalter verzeichnen in der Nähe des Flusses Arda eine große Stadt mit dem Namen Pergamon. Die Forscher gehen davon aus, dass die Namen Pergamon und Perperikon dieselbe Stadt bezeichnen. Mit Sicherheit können sie aber nur sagen, dass es irgendwo in der Gegend, in der Perperikon steht, auch ein Pergamon gegeben hat.

### Hyperperakion

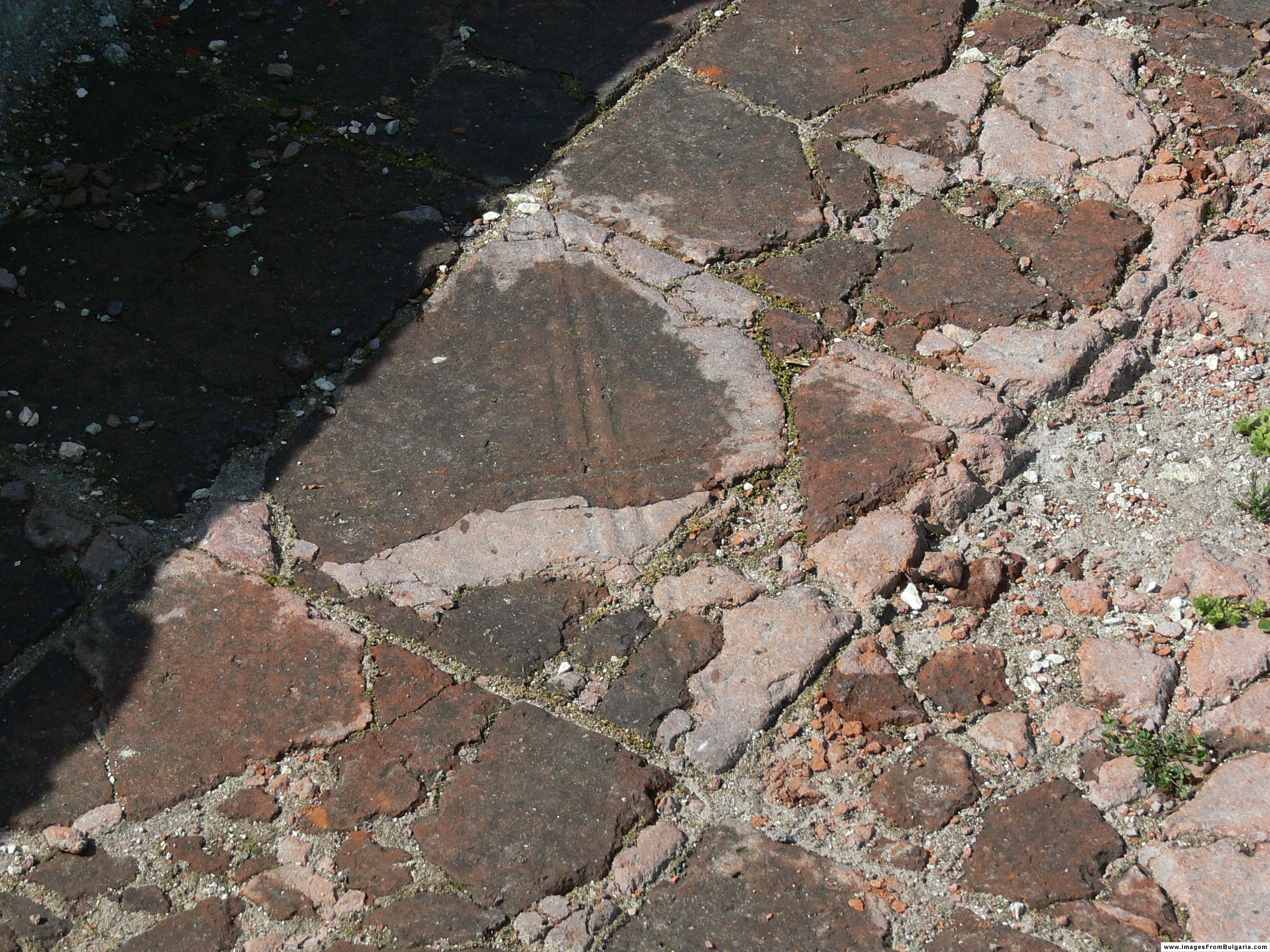
Perperikon

Der byzantinische Name für Perperikon war Hyperpyrakion, der von den Zeitgenossen bald zu Perperakion gekürzt wurde. Schriftstücke aus dem 13. und 14. Jahrhundert n. Chr. erwähnen noch den Ort Hyperpyrakion. Der Name Perperikon taucht erst im Spätmittelalter auf.

### Hyperpyros
Eine weitere Erklärung leitet den Namen Hyperperakion von den griechischen Wörtern Hyperperos oder Hyperpyros ab, was „über dem Feuer“ bedeutet. Der Name stellt somit eine Assoziation mit dem Wein-Feuer-Ritual des Dionysos-Kultes dar. Das Wort existierte erst in der Mittelgriechischen Sprache, die zur Zeit des Byzantinischen Reiches verbreitet war, nicht jedoch in der Altgriechischen Sprache.

### Perpera
Andere Forscher leiten den Namen von der byzantinischen Münze Hyperpyron oder Perpera ab. Die Währung Perper war noch von 1906 bis 1918 in Montenegro gebräuchlich. Der byzantinische Kaiser Alexios I. hatte 1082 eine Währungsreform durchgeführt, um die Goldwährung des Reiches zu stärken. Da in den Goldminen in unmittelbarer Nähe von Perperikon, in seinem Herrschaftsbereich, große Mengen Gold gefördert wurden, könnte der byzantinische Kaiser die Stadt nach der neuen Währung benannt haben.
„Perper“, „Perpera“ oder „Perperek“ heißt in einer alten nichtslawischen Sprache „Goldenes Geld“ und hängt sicherlich mit der Goldgewinnung in der Umgebung von Perperik zusammen .

### Perperik
Zwischen Archäologen und Thrakologen gibt es einen Dissens, ob die Stadt Perperik oder Perperikon genannt werden soll. „Per“ war der Gott der Felsen. „Per“ war bei den Thrakern der „Stein“ oder „Fels“. „Perper“ dementsprechend der „Fels auf dem Fels“. Die Endung „-on“ in Perperikon ist davon nur die gräzisierte Form. Der Wortstamm „Per“, mit der gleichen Bedeutung, kommt auch in anderen bulgarischen Toponymen vor:
- Goljam Perelik (bulg. Голям Перелик, = Großer Perelik, der höchste Berg der Rhodopen, 2191 m),
- Goljam Persenk (bulg. Голям Персенк, = Großer Persenk, Berg in den Rhodopen 2091 m),
- Perlowska reka (bulg. Перловска река, = Perlowska reka, ein sehr kleiner Fluss, der unter anderem durch Sofia fließt).

Mit der griechischen Vorsilbe „Hyper-“ würde dann Hyperperikon (oder Hyperperekon) der „höchste Felsen“ bedeuten.

## Beschreibung und Archäologie

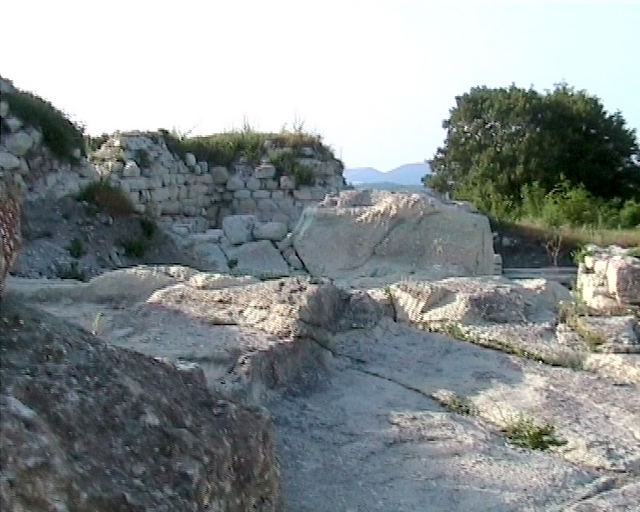
Reste der Mauer von Perperikon

Die archäologischen Untersuchungen und Ausgrabungen laufen seit dem Jahre 2000 unter der Leitung von Nikolaij Owtscharow.
Perperikon besteht aus der Festung auf dem Hügel, einem Tempel (= Palast) gleich unterhalb der Festung, in südöstlicher Richtung, sowie zwei äußeren Städten am nördlichen und südlichen Abhang.
Wichtige Teile von Perperikon sind:
- der Megalith-Tempel, der später vom Dionysos-Tempel umbaut wurde
- der Dionysos-Tempel (ein heiliger Tempelpalast)
  - in den Felsen gehauen, Fläche ca. 10.000 m²
  - ein antiker runder Altar des Tempels Dionysos (Dionysos-Altar),
- die große Festungsmauern,
- die Akropolis, die aus riesigen Steinblöcken errichtet wurde und auf dem höchsten Punkt des Berges steht, einschließlich der Kolonnade der Akropolis,
- die nördliche und südliche Vorstadt, die aus kleinen Gassen und Straßen im Felsen besteht, sowie aus Wohnhäusern und Tempeln
- der Felsdurchbruch zum Schloss,
- die Krypta mit den entdeckten Sarkophagen,
- ein sehr großer Wasserspeicher,
- mehrere Felszeichnungen der Urbulgaren
- der Klosterkomplex.

### Berg
Der Berg im Zentrum von Perperikon ragt über die umliegenden Hügel heraus. Sein oberer Teil ist größtenteils aus Fels. An der höchsten Stelle entsprang Wasser. Der Felsen ist vulkanischen Ursprungs. Dieser „weiche Stein“ lässt sich relativ leicht bearbeiten. So konnten die Baumeister Räumlichkeiten, Säle, Treppen und Durchgänge mit fast senkrechten Wände (70°) meißeln.

### Felsenstadt / Akropolis

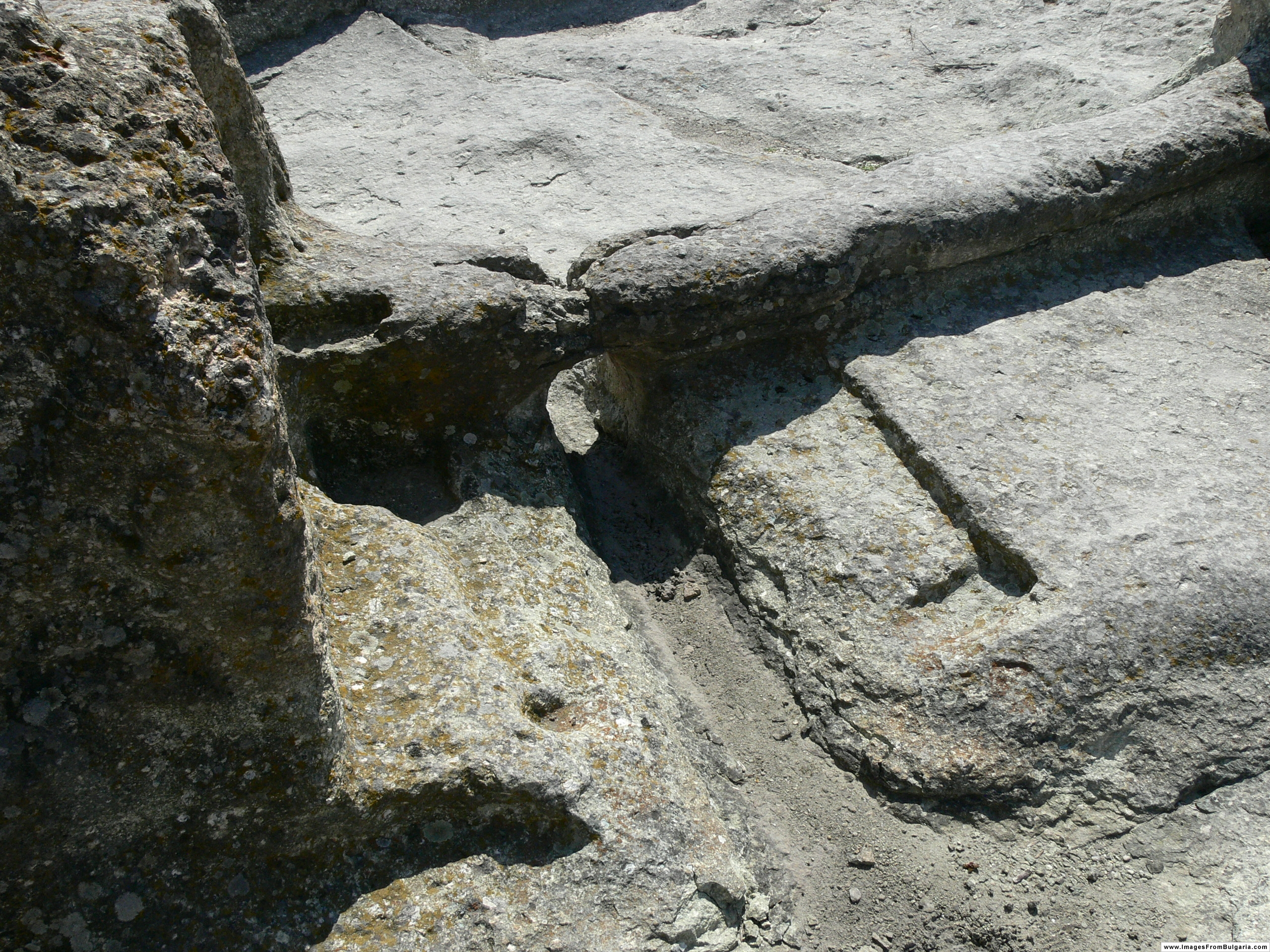
Steinerne Entwässerungsrinnen in Perperikon

Die ersten, in die Felsen gehauenen Bauwerke entstanden in Perperikon während der Spätbronzezeit, im 18.–11. Jahrhundert v. Chr. Es handelte sich um Nischen, die nach Süden, zur Sonne ausgerichtet waren. In die Felsen wurden Opfertische geschlagen, auf denen Steinaltäre standen und Gefäße zum Weinstampfen und zur Herstellung des heiligen Weins. Der Wein wurde an den Hängen des Hügels angebaut. Fragmente neolithischer Keramik wurden von den Archäologen in Felsspalten gefunden, wo sie von den Steinzeitmenschen als Opfergaben für die Götter abgelegt wurden.
Im Laufe der Jahrhunderte kamen ringsum Tempel und Paläste dazu und schließlich eine ganze Stadt, deren Straßen und Plätze in die Felsen gehauen waren. Die Felsenstadt ist mehrgeschossig, wie in einem Amphitheater angelegt. Die Höfe waren oft von Kolonnaden umgeben. Die Felsenstadt wird von gut geplanten und effektiv im Felsen angelegten System von Entwässerungsrinnen durchzogen.
Mit der Akropolis, den Wohnvierteln, Höfen und Kolonnaden stand Perperikon zu seiner Blütezeit mit nichts hinter einer griechischen Polis jener Zeit zurück.

### Dionysos-Tempel
Die Archäologen haben die Umrisse des gut erhaltenen Dionysos-Tempels freigelegt, er liegt im Nordwestteil von Perperikon und wurde während der späten Bronzezeit in den Felsen geschlagen. Rund um den Felsentempel, haben die Bessen eine ganze Stadt in das Gestein gehauen.
Die äußere Gestalt war eine Halle ohne Dach, mit einer annähernd ovalen Grundfläche, die in den Fels gehauen wurde. Der große steinerne Rundaltar mit fast zwei Metern Durchmesser steht in der Nordecke des Tempels, etwas erhaben über dem Boden. Spuren von Feuern, die für die religiösen Zeremonien entzündet wurden, konnten festgestellt werden. Neben dem Altar ist eine rechteckige Plattform, auf der die Priester vermutlich ihre religiösen Rituale durchführten.
Mit der Christianisierung im 5. Jahrhundert wurde dieser heidnische Tempel aufgegeben und mit Erde zugeschüttet.
Trotz aller Quellen und wissenschaftlichen Schlussfolgerungen gibt es keinen absoluten Beweis, dass der Dionysos-Altar in Perperikon stand. Die meisten alten Autoren, die von dem Heiligtum sprechen, beschreiben jedoch die eigentümliche runde Form des Altars. Die ovalen Umrisse des entdeckten Altars sind also ein starkes Indiz.

### Thrakischer Palast

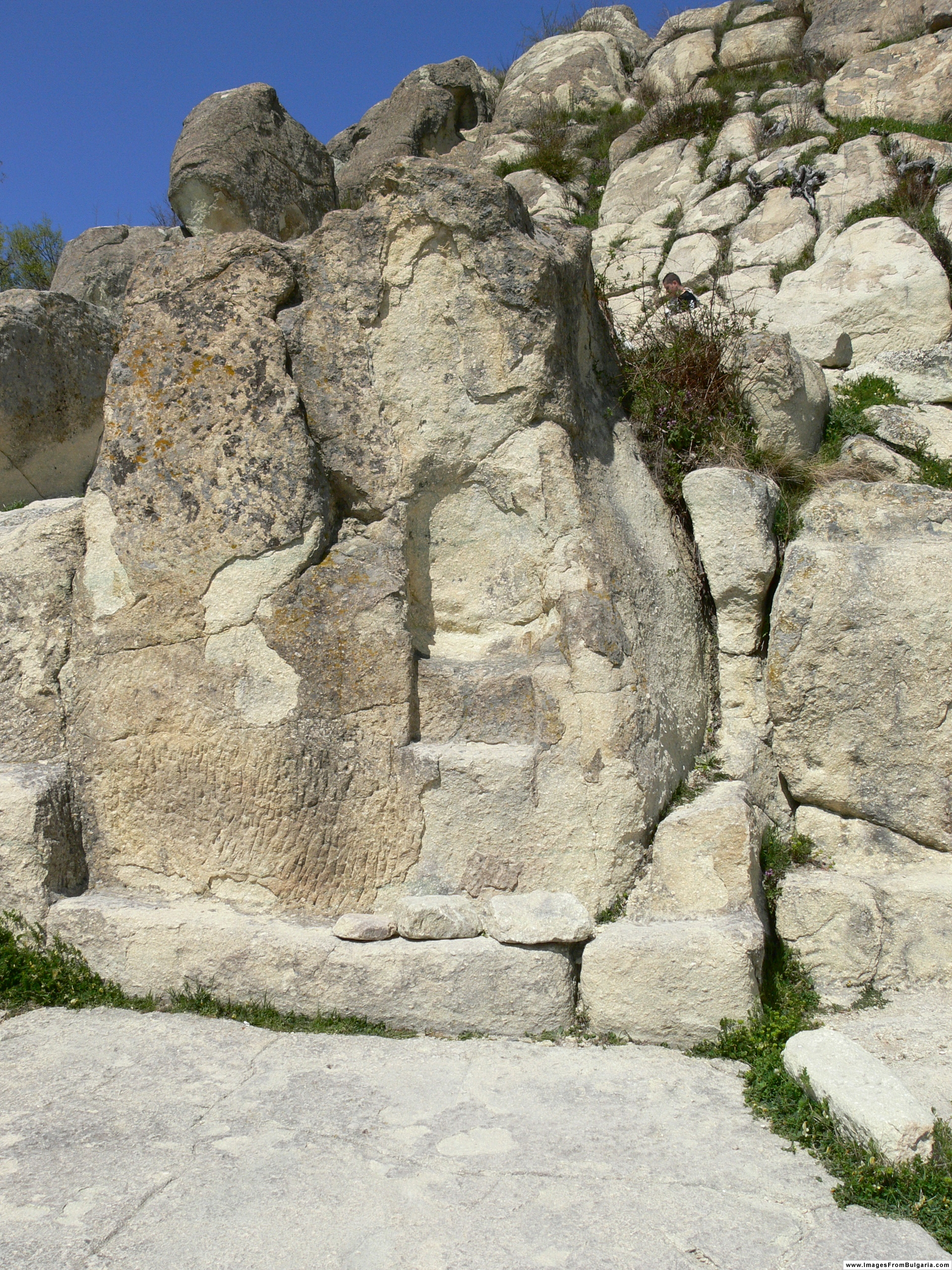
Steinthron

Der thrakische Palast ist das bedeutendste architektonische Bauwerk in Perperikon. Er wird auch als Palastheiligtum oder Königspalast (thrakischer Königspalast) oder Königsschloss bezeichnet. Er lag auf einem großen unebenen Plateau, das von einer starken Festungsmauer umgeben war.
Beim Bau des thrakischen Palastes wurde der wesentlich ältere Dionysos-Tempel mit integriert, faktisch mit umbaut. Der kleinere Dionysos-Tempel, der vorher hier stand, wurde beim Bau des Palastes in die Nordwestecke des Thrakischen Palastes integriert, so dass das ganze architektonische Ensemble treppenförmig auf mehreren Etagen angeordnet ist.
Der ovale Saal im thrakischen Palast hatte im Unterschied zu den anderen Räumen kein Dach. Das ist daraus zu sehen, dass im Felsen ringsum die Löcher für die Befestigung der Dachbalken fehlen. In der Mitte des ovalen Saals steht ein großer, 3 m hoher, aus Stein gehauener Altar mit einem Durchmesser von 2 m. Neben dem engen, steilen Steinsteg, der zum Altar hochführt sind 4 runde, die für wahrscheinlich das Aufstellen von Fackeln benutzt wurden.
Die thrakischen Könige waren gleichzeitig die Oberpriester ihres Stammes. Deshalb befand sich der Haupttempel ihres Gottes in ihrer Residenz.
Daraus folgern die Forscher, dass Perperikon die Hauptstadt war, und dass sich der Tempel mit dem Dionysos-Orakel, das mit dem Orakel von Delphi konkurrierte, auch hier befunden haben muss.
Der thrakische Palast wurde wahrscheinlich in der späten Bronzezeit erbaut und war bis zur späten römischen Periode in Benutzung. Er war das Königsschloss der Thraker, der Sitz und die Festung ihres Königs, der auch gleichzeitig ihr Oberpriester war.
Der thrakische Königspalast und seine Festung waren die Hauptstadt des Königreiches der Odrysenen, dem stärksten thrakischen Staat.
Der bis dahin unbekannte thrakische Palast wurde 2005 von den Archäologen auf der Akropolis von Perikon entdeckt. Dabei wurde auch Keramik, Silber- und weiterer Goldschmuck gefunden.
Der Grundriss des thrakische Palastes war 10.000 m² groß und umfasste 50 einzelne Räume, Korridore, Hallen und innen liegende Treppen. Die große, 30 m lange Empfangshalle, ist teilweise in den Felsen geschlagen, ebenso die beiden unterirdischen Mausoleen mit Gräbern auf der West- und der Ostseite.
Der Palast ist im Stil einer mediterranen Festung gebaut, insbesondere die Anlage des großen Saales (Megaron), der seinen Ursprung von der Insel Kreta hat und typisch für die Minoische Kultur ist.
Im Palast gab es Thronsäle, Orakelstätten und Wirtschaftsräume. Auch die Mitglieder der königlichen Familie wurden hier beigesetzt.

### Weitere Paläste

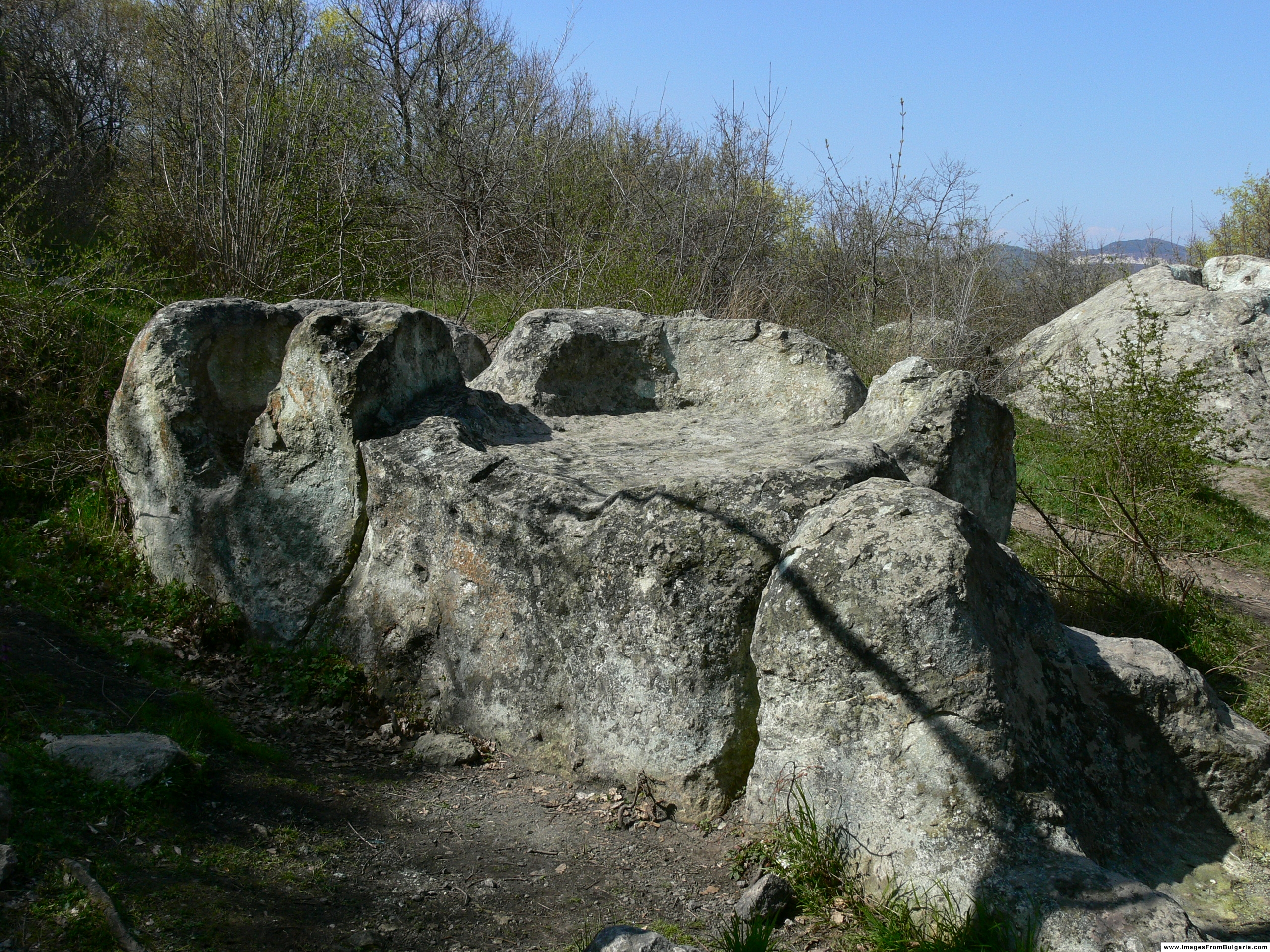
Opferaltare

Die Überreste eines zweiten und dritten Palastes liegen am südlichen Fuß des Berges, von dichten Wäldern umgeben. In seiner Umgebung wurden Überreste vieler weiterer Gebäude gefunden, sowie Wasserspeicher und steinerne Gänge.
Der thrakische Palast und die zwei nahegelegene weiteren Paläste sind Teil eines ganzen bisher unentdeckten Komplexes.
In der Gegend wurden bisher 100 Opferaltäre gefunden.

### Wasserbecken

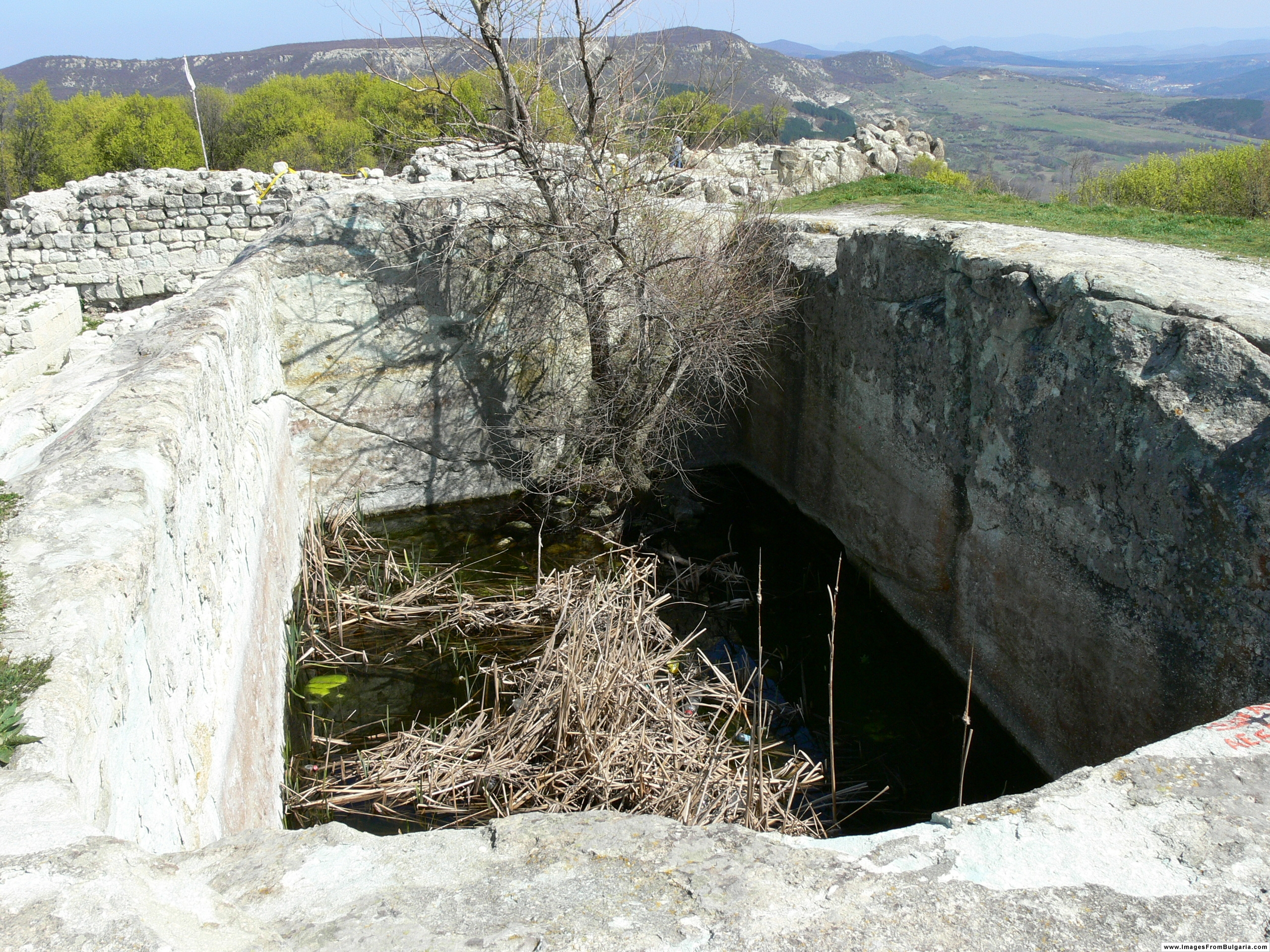
Großes Wasserreservoir

In Perperikon wurde das größte in Fels gehauene antike Wasserbecken der Balkanhalbinsel gefunden. Das Wasserbecken ist 6 m tief an der tiefsten Stelle, 12 m lang und 6 m breit und hat ein Fassungsvermögen von 270 m². Aus dem Wasserbecken wurde Perperikon in seiner Blüteperiode im 3. und 4. Jahrhundert v. Chr. mit Wasser versorgt.
Die Umrisse von zwei weiteren Wasserbecken wurden freigelegt, deren gänzliche Freilegung jedoch noch nicht erfolgt ist. So standen der Stadt ca. 1 Mill. Liter Wasser in den Wasserbecken zur Verfügung, was für eine Einwohnerzahl gereicht haben dürfte, die weit über 10.000 liegt.

### Kirche

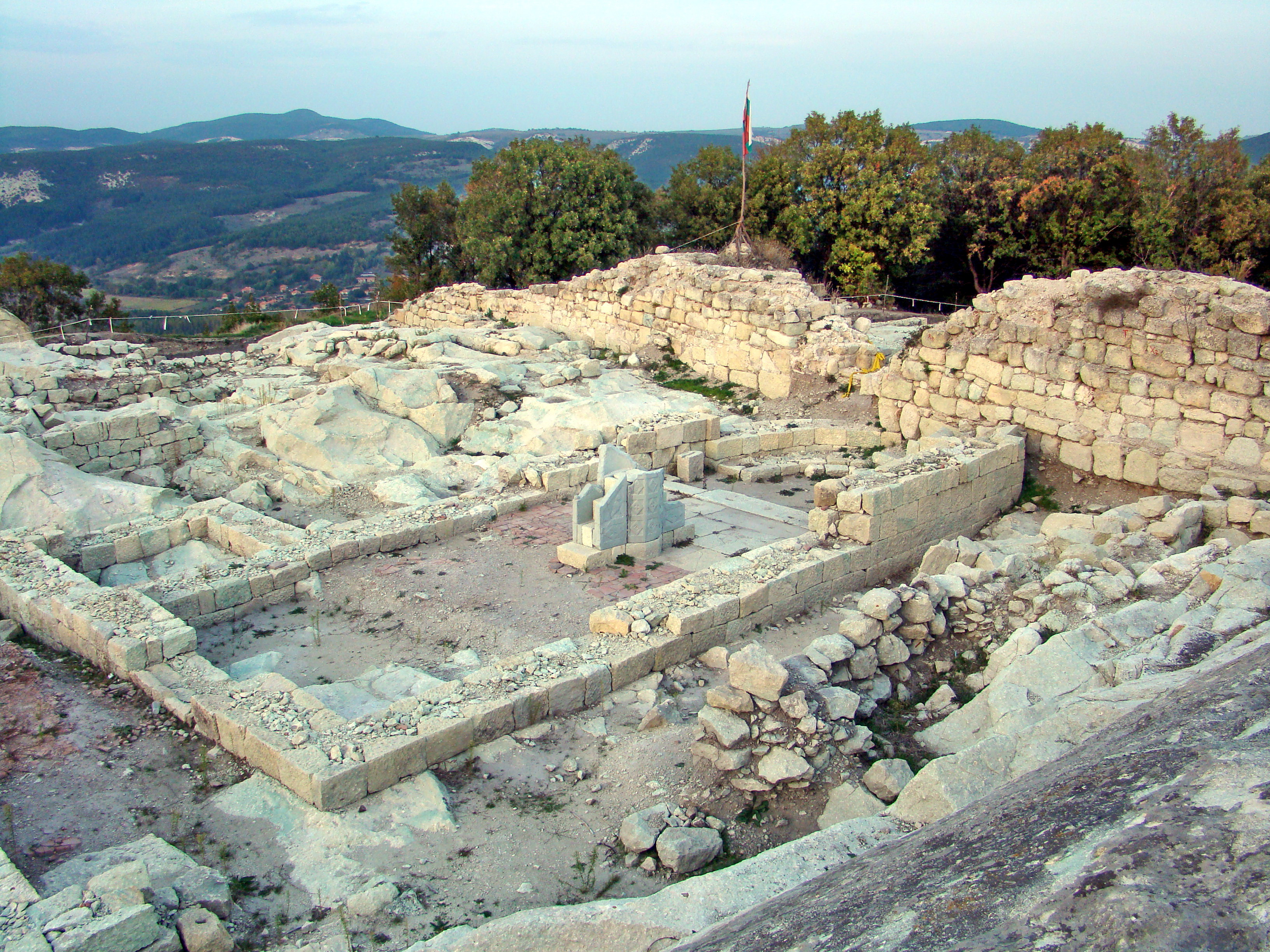
Überreste der Kirche mit dem Ambo

Entdeckt wurden die Fundamente einer Kirche, die Mitte des 5. Jahrhunderts n. Chr. erbaut wurde, der Zeit der Christianisierung des Rhodopengebirges. Von hier aus wurde das Christentum unter den thrakischen Stämmen verbreitet. Hier war auch der Bischofssitz der Region.
Die Kirche ist 16,5 m lang, ein einschiffiger Saalkirche mit Apsis. Teile des riesigen Kapitells sind erhalten geblieben.
In der Krypta stehen aus Stein gemeißelte Sarkophage.
Es wird angenommen, dass die Kirche bis zum 12. Jahrhundert existierte und dann von den eindringenden Barbaren zerstört wurde und danach in Vergessenheit geriet.

#### Ambo
In der Kirche wurde 2005 auch ein Ambo (Kanzel) gefunden. Angefertigt wurde der Ambo wahrscheinlich Ende des 4. oder Anfang des 5. Jahrhunderts n. Chr., während der Herrschaft des Kaisers Honorius. Diese Zeit fällt mit der Christianisierung der Thraker und der Bewohner der Rhodopen zusammen. Das ist der erste Fund dieser Art in Bulgarien.
In den Ambo sind Inschriften gemeißelt, deren Bedeutung noch nicht enträtselt ist. Der Ambo ist mit in Stein gemeißelten Reliefs verziert. Deutlich ist ein Adler mit ausgebreiteten Schwingen auf dem Stein zu sehen. Weiterhin trägt die Kanzel fünf Inschriften in Griechisch, die wahrscheinlich liturgischen Zwecken dienten, aber noch nicht genau gedeutet werden können.

### Festung und Turm

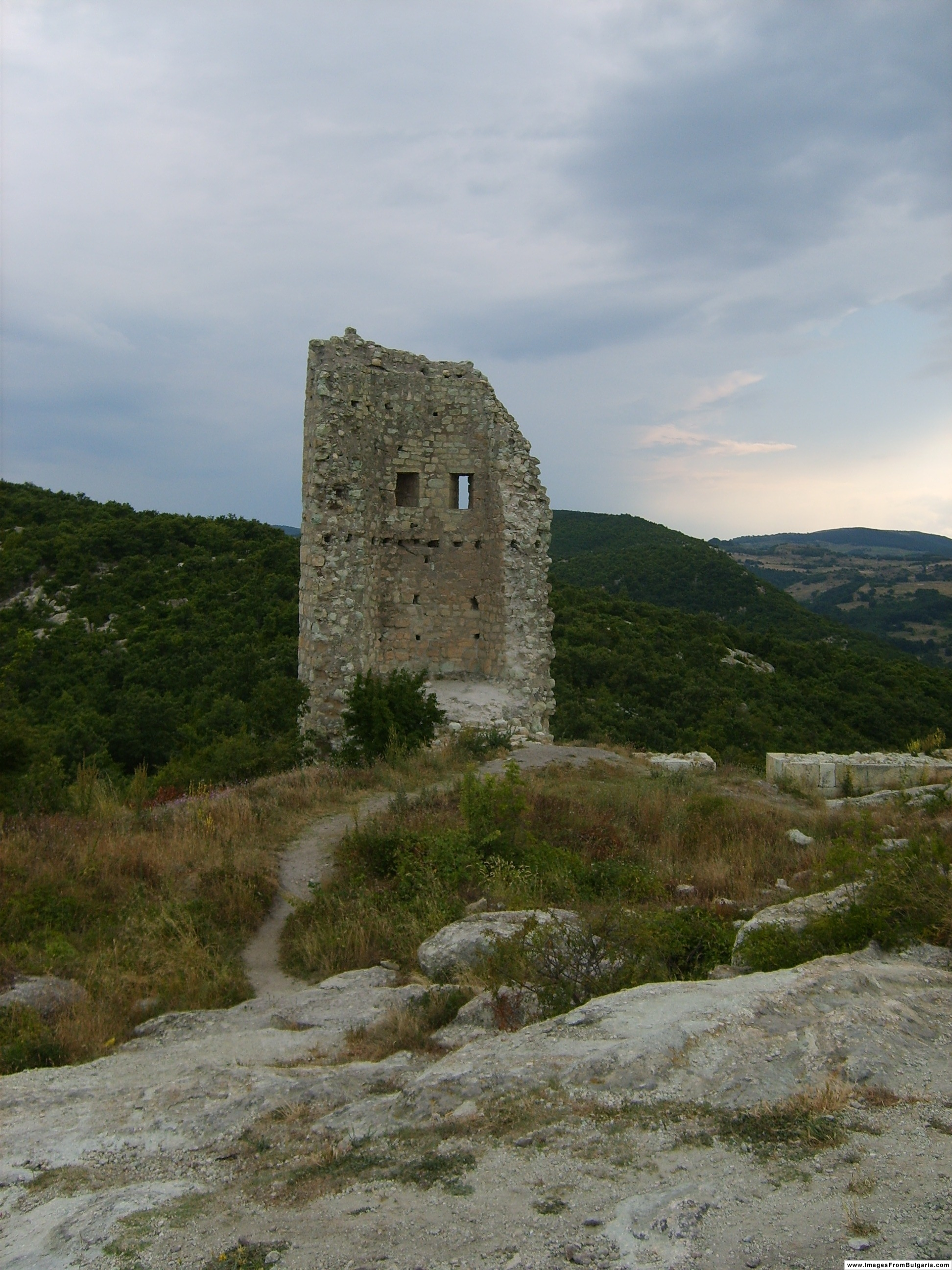
Turm der Festung

Von der oberen Festung von Perperikon sind ein 40 m hoher Wachturm und 40 m Mauer erhalten. Der Turm war bis zu Beginn der Ausgrabungen völlig zerstört und wurde dann recht unprofessionell (mit Verwendung von Zement!) zum Teil aufgebaut. Die Festung liegt auf einem breiten und nicht sehr hohen Felsenhügel, auf dessen Gipfel eine Zitadelle errichtet wurde. Die Festung liegt direkt unterhalb der Zitadelle.

### Lagerhaus
Die Archäologen haben Spuren eines antiken Warenlagers entdeckt. Es wurden vier komplett erhaltene Gefäße mit Steindeckel und einem Fassungsvermögen zwischen 160 und 200 Litern gefunden. Die Gefäße wurden in der Kulturschicht gefunden, die dem 4. Jahrhundert v. Chr. zugeordnet wird. Wahrscheinlich wurde Wein in den Gefäßen aufbewahrt.

### Goldschatz
Nikolaij Owtscharow entdeckte 2003 in Perperikon einen 4.000 Jahre alten Goldschatz, der hinsichtlich seiner Bedeutung mit Schliemanns Schatz des Priamos verglichen wurde.

### Münzen
In Perperikon wurde eine Goldmünze gefunden, die aus der ersten Hälfte des 11. Jahrhunderts n. Chr. stammt, aus der Zeit von Michael IV. (1010–1041). Diese Münze, mit einem Gewicht von 4,45 g, war nie im Umlauf und wurde zusammen mit einer Feinwaage aufbewahrt. Auf der Vorderseite trägt sie das Abbild des Kaisers und auf der Rückseite Jesus Christus.

### Eisenkreuze
Aus der Zeit bis 1362 wurden Eisenkreuze gefunden, die auf christlichen Reliquien angebracht wurden. Die Eisenkreuze und 60 weitere religiöse Gegenstände wurden in der Zitadelle gefunden, der Hauptfestung von Perperikon, in der sich die Bewohner zur Verteidigung einschlossen.
Fast alle gefundenen Kreuze wurden entweiht, da sie verbogen, abgebrochen oder abgeschnitten waren.
Diese Funde sind im Historischen Museum in Kardschali ausgestellt.

### Drachenkopf – Schlangenkopf
In Perperikon wurden zwei Tonfiguren aus dem 3.–1. Jahrhundert v. Chr. gefunden. Sie stellen einen Schlangenkopf – eine Kobra – mit aufgerissenem, angriffsbereitem Mund dar und einen Drachenkopf mit ebenfalls aufgerissenem Rachen, einer Mähne und Verzierungen an den Seiten. Der Fund ist einmalig und für die Archäologen bedeutsam, da die Figuren eine kultische Bedeutung haben. Die Kobra wurde als der Wächter der Unterwelt angesehen und war Teil des Dionysos-Kultes. Allerdings ist von der Kobra nur ein Fragment erhalten. Beide Figuren sind wahrscheinlich der Zepina-Kultur (Zepina) zuzurechnen.
Weiterhin wurden zwei Gefäße gefunden, auf denen Kultszenen dargestellt wind.

### Keramikfunde
2002 wurde Keramik aus der späten Bronzezeit gefunden. Es handelt sich um viel Fragmente und einige erhalten gebliebene Gefäße – kleine Tassen, sowie Gefäße mit hohen und gewundenen Henkeln, wie sie für diese Zeit typisch waren.
Einige Teile wurden aus sehr grobem Ton mit Beimischungen von Steinchen gefertigt, während für andere Luxuskeramik sehr feiner Ton verwendet wurde. Diese Luxuskeramik hat eine hochglänzende, schwarze Oberfläche.
Einmalig ist auch ein importiertes Keramikgefäß von der Küste des Marmarameeres aus dem 18. Jahrhundert v. Chr. Sie belegt die ersten Handelsbeziehungen. Auf der Außenseite des fast vollständig erhaltenen Gefäßes ist eine Zeichnung in die Keramik eingraviert und mit weißer Farbe gefüllt. Die Zeichnung stellt 6 Gestalten dar, die um eine zentral gelegene Sonne gruppiert sind. Dabei handelt es sich um unbekannte antike Götter.

### Schrift
Bei der Inventarisierung der archäologischen Sammlung des Historischen Museums Kardschali haben die Kuratoren ein Steintablett wiederentdeckt, das 1982 bei den ersten Grabungen in Perperikon gefunden wurde. Es trug eine nicht zu entziffernde Inschrift. Dabei handelt es sich um das Fragment einer längeren Inschrift. Experten identifizierten die Inschrift als Linearschrift A. Die Linearschrift A wurde ca. 1850 bis 1400 v. Chr. in Kreta benutzt.
Das Tablett wurde auf das 15. bis 14. Jahrhundert v. Chr. datiert und ist das erste dieser Art, das bei den Thrakern gefunden wurde.

## Goldminen
In Perperikon gab es größere Goldvorkommen. Eine der größten Goldminen der Antike und des Mittelalters lag nur 3 km entfernt, in der Nähe des heutigen Dorfes Stremzi (bulg. Стремци). Die Goldmine in Stremzi wurde in den letzten Jahrhunderten vor der Zeitenwende eingerichtet. Später wurden sie aufgegeben, jedoch im 11. bis 13. Jahrhundert n. Chr. wieder in Betrieb genommen.
Heute noch findet man von diesen antiken Bergwerken Dutzende von Eingängen und über 500 m Galerien. Der ganze Hügel bei Stremzi ist von einem Netz von Tunneln und Kavernen durchzogen.
Viele der kleinen Flüsse am Fuß von Perperikon sind selber goldführend.
Während des Pleistozäns war hier ein unterirdischer goldhaltiger Fluss. In den nachfolgenden geologischen Perioden ist das felsige Flussbett kollabiert, der Fluss trocknete aus und die angeschwemmten Ablagerungen verfestigten sich.

## Kloster
Die Überreste eines mittelalterlichen Klosters, das Teil von Perperikon war, aus dem 10. bis 14. Jahrhundert n. Chr. wurden von Prof. Owtscharow und seinem Ausgrabungsteam entdeckt.
Die Ruine einer Basilika ist 1,5 m unter der Erde erhalten geblieben. Ihr Fußboden besteht aus Opus sectile. Das Mosaik zeigt verschiedene Szenen, die den Teil eines Lebenszyklus darstellen.
Die Hauptbasilika war von anderen Räumen umgeben, einschließlich einer Grabkammer-ähnlichen Kirche mit einem Sarkophag. Die Archäologen fanden im Sarkophag die Gebeine eines byzantinischen Bischofs. Da keinerlei Inschriften am Sarkophag angebracht waren, ist der Name nicht bekannt. Weiterhin fanden die Archäologen verschiedene Siegelstempel von bekannten Würdenträgern aus dem 10. und 12. Jahrhundert n. Chr. Einer der Siegelstempel aus der Basilika ist aus schwarzem Onyx gefertigt und trägt das Bildnis des Erzengels Michael.

## Fund- und Grabungsgeschichte

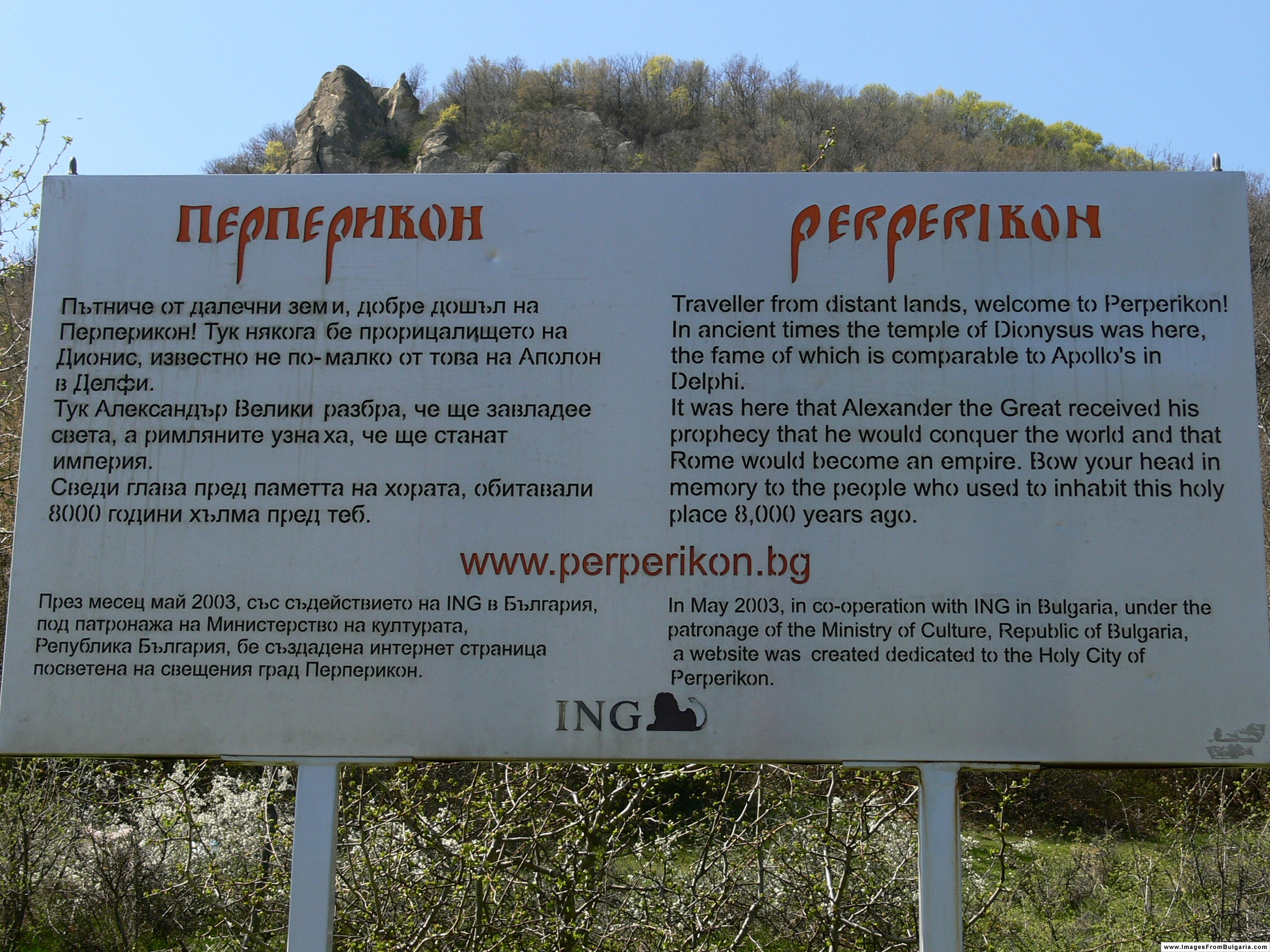
2006 – Die einzige Touristen-Informationstafel in Perperikon

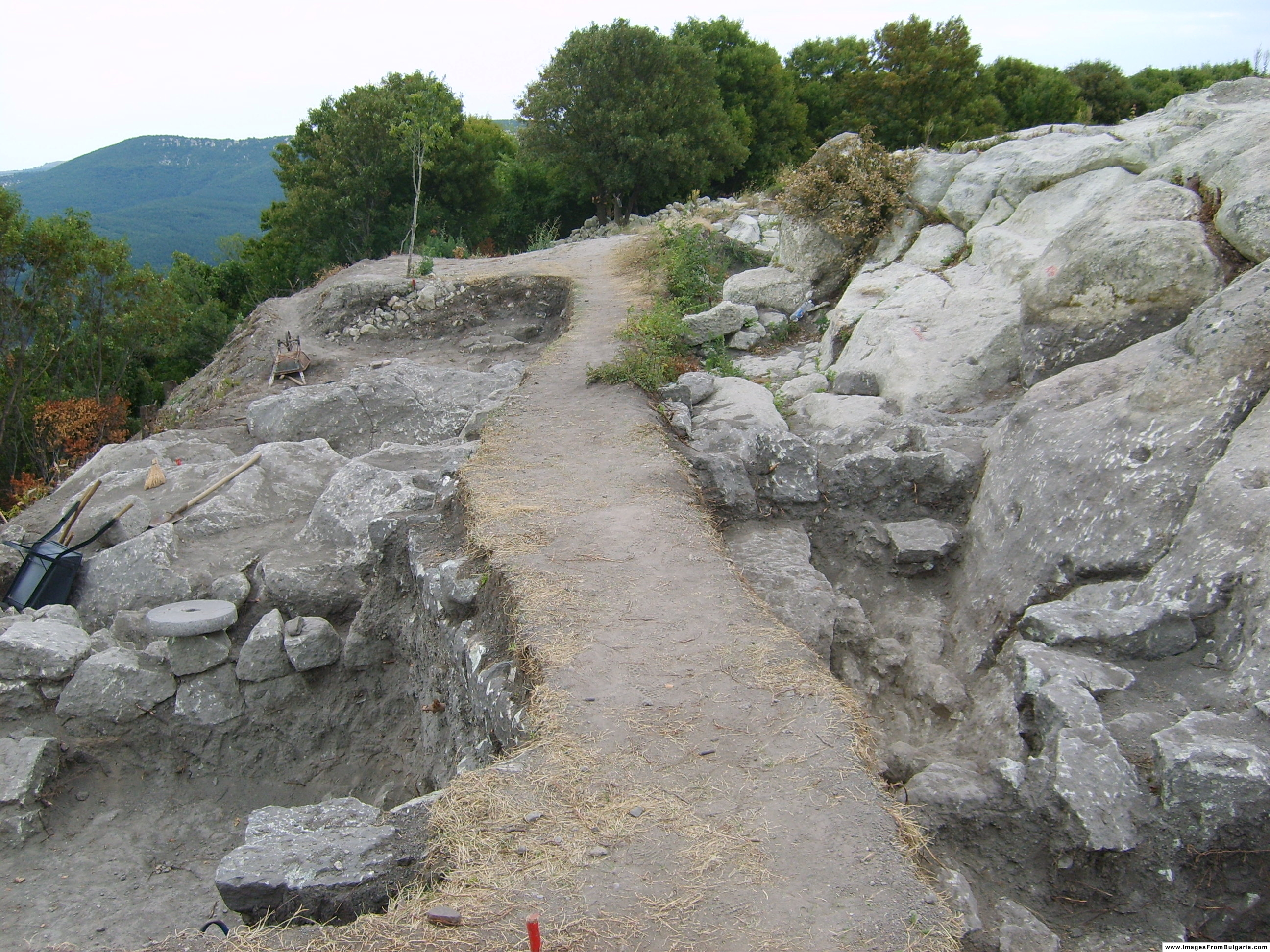
Perperikon – provisorisch befestigter Weg für den Erdtransport bei den Grabungsarbeiten

Die Festung war schon früh von Georgios Akropolites erwähnt worden. Bereits Ende des 19. Jahrhunderts berichtete der tschechische Historiker Konstantin Jireček, von der mittelalterlichen Festung Hyperperakion (Perperikon) in der Region Achridos, wenn er auch nicht persönlich den Ort aufgesucht hatte. Ein interessanter Moment in seiner Beschreibung ist der Fakt, dass nach fast 500 Jahren osmanischer Herrschaft über diese Region, unter den überwiegend türkischen Toponymen der Region, die Erinnerung an Perperikon einzig im Namen des Flusses erhalten geblieben war, der im Tal unterhalb der Festung fließt. Der Fluss hieß auf Türkisch Perperek-dere (türk.: der'e = Fluss) und deutete damit auf den alten Namen Perperikon.
Die lokale Bevölkerung bezeichnete den Berg als den „Gipfel der Geister“.
Die ersten zielgerichteten archäologischen Grabungen in Perperikon wurden von 1979 bis 1982 durchgeführt und dann im Jahr 2000 wieder aufgenommen. Leiter der Grabung ist der Archäologe Nikolaj Owtscharow. Die Grabungen werden gegenwärtig fortgesetzt. Erst 2000 waren sich die Archäologen über die sehr große Fläche der archäologischen Fundstelle im Klaren. Bisher sind aber nur kleine Teile des riesigen Areals archäologisch gut erforscht.
Während der jährlichen Grabungen der Archäologen im Sommer, wurden in den Anfangsjahren täglich 100 bis 150 Alltagsgegenstände der früheren Bewohner entdeckt.
Im Tempel wurden 2002 heilige Holzteilchen vom Jesus-Kreuz entdeckt, welche momentan im historischen Museum der Stadt Kardschali zu sehen sind.
An den Ausgrabungen im Sommer 2007 waren 6 Wissenschaftler und 160 Arbeiter aus den benachbarten Dörfern beteiligt. In den Jahren davor waren es auch jeweils über Hundert Arbeiter.
Wegen der großen Fläche des Grabungsareals haben die Archäologen ein Problem mit dem „Abraum“, der eigentlich weit fortgeschafft werden müsste, um die benachbarten, noch nicht freigelegten historischen Kulturschichten nicht wieder mit der rausgeschaufelten Erde zuzuschütten.

### Grabräuber
Das bulgarische Staatsfernsehen zeigte 2006 in seiner Nachrichtensendung
„Po sweta i u nas“ (deutsch: In der Welt und bei uns) einen Bericht über einen wahrscheinlichen Diebstahl im Herbst 1982 in Perperikon. Dazu wurden auch zwei unbeteiligte Augenzeugen gezeigt.
Im Königspalast in Perperikon war bereits während archäologischer Erkundungen 1979–1982 eine Krypta entdeckt worden, die 12 erhalten gebliebene Steingräber von thrakischen Edelleuten enthielt. Der wichtigste Fund dabei war ein Marmor-Sarkophag eines thrakischen Edelmannes. Dieser Sarkophag verschwand im Herbst 1982 auf unbekannte Weise aus Perperikon.
Bei Beginn der archäologischen Grabungen 2000 in Perperikon wurden die fraglichen Gräber geöffnet und völlig leer vorgefunden. Bis vor kurzem dachten die Archäologen, dass die leeren Gräber bereits in der Antike aufgespürt und ausgeraubt wurden, da nichts von der Erstentdeckung (ca. 1979–1982) bekannt war.
Normalerweise dokumentieren Archäologen alle Funde und fertigen Fotos an. Von den Särgen in der Krypta liegen jedoch im zuständigen Historischen Museum in Kardschali keine Unterlagen vor, so dass eine vorsätzliche Vernichtung der Unterlagen vermutet wird.
Lediglich ein einziges Foto aus dieser Zeit wurde bei der Suche im Archiv des Historischen Museums Kardschali gefunden. Auf dem Foto ist deutlich zu sehen, dass im Herbst 1982 die zwölf Gräber mit großen Steinplatten verschlossen waren und deshalb sehr wahrscheinlich nicht ausgeraubt waren. In der Nordwestecke der Krypta gab es einen Marmorsarkophag von drei Metern Länge. Der Sarkophag ist ebenfalls deutlich auf dem Foto zu sehen. Es ist jetzt wegen der fehlenden Dokumentation jedoch nicht mehr bekannt, was in dem Sarkophag enthalten war. Im Historischen Museum Kardschali gibt heute es keine Spuren mehr von dem Sarkophag und seinem Inhalt. Angeblich soll der Sarkophag mit Hilfe eines Hubschrauber weggebracht worden sein (laut einem Mitarbeiter der Ausgrabungen).
Der fragliche Sarkophag ist an sich schon äußerst wichtig und sehr wertvoll. Heute können die Archäologen nur rätseln, ob und was damals in dem offensichtlich noch ungeöffneten Sarkophag enthalten war. Nach dem Kenntnisstand der Archäologen über thrakische Begräbnisse von Edelleuten muss auch Gold in dem Sarkophag gewesen sein. Schließlich lag die größte Goldmine Südosteuropas nur drei Kilometer entfernt.

## Tourismus
Perperikon ist vom Frühjahr bis Herbst (Ende Oktober) für Besucher geöffnet. Der Aufstieg vom Parkplatz ist jedoch steil, stellenweise rutschig, anstrengend und dauert ca. eine halbe Stunde.
Auf dem Berg gibt es noch keine Einrichtungen für Touristen. Lediglich am Fuße des Hügels gibt es eine Wasserquelle, einen Parkplatz und einen Verkaufskiosk für Lagepläne und Postkarten. Der Eintritt kostet einen Lew (umgerechnet knapp 0,50 Euro), die Parkplatzgebühr kostet ebenfalls einen Lew. Führungen können im Voraus über das Historische Museum in Kardschali gebucht werden, in dem auch die wertvollsten Funde aus Perperikon ausgestellt sind.
Am oberen Teil des Hügels führt der Aufstieg, über Steinstufen, einen zwei Meter breiten Weg entlang, der in den Felsen gehauen wurde. Durch das Steintor betritt man den Palast (= Tempel).
Neben den Grundmauern des Palastes und der Kirche, deren gesamtes Erdgeschoss drei bis vier Meter tief in den Felsen geschlagen wurde, ist das große, in den Fels gehauene Wasserbecken eine der interessantesten Objekte für die Touristen. 2005 hat das bulgarische Kulturministerium 100.000 Lewa für den Bau einer Straße zum historischen Komplex Perperikon bewilligt.
Für Perperikon ist mittelfristig der Ausbau als archäologisches Freilichtmuseum geplant. Damit soll auch der Fremdenverkehr in der ansonsten wirtschaftlich sehr schwachen Region um Kardschali gefördert werden. In der Region liegen noch weitere archäologische Fundstätten, wie zum Beispiel das thrakische Heiligtum von Tatul.
Im Rahmen des Ausbaus von Perperikon als archäologisches Freilichtmuseum ist der Aufbau der Festungsmauer bis zu einer Höhe von 4 m geplant. Sie wird dann schon vom Fuße des Berges sichtbar sein. Weiterhin ist ein Besucherzentrum am Fuße des Berges geplant, wofür 2007 eine Rettungsgrabung durchgeführt wurde.
2007 wurden im Rahmen des PHARE-Programms der EU 2,8 Mill. Euro für die Entwicklung des Kulturtourismus in und um Perperikon bewilligt. Es soll ein Informationszentrum in Perperikon errichtet werden, sowie ein Museum, in dem ein Teil der Funde gezeigt werden kann. Weiterhin soll ein Amphitheater für Kulturveranstaltungen gebaut werden. Der Felsen soll konserviert werden, da er sonst durch die ständig zunehmenden Touristenströme und die Witterungseinflüsse abgenutzt und abgetragen wird. Für die Touristenströme sollen Pfade und Holzbrücken gebaut werden, damit sie nicht direkt auf den Felsen treten.
Die ganze Restaurierung und Konservierung des Objektes soll 3,1 Mill. Euro kosten und wird von der EU finanziert.

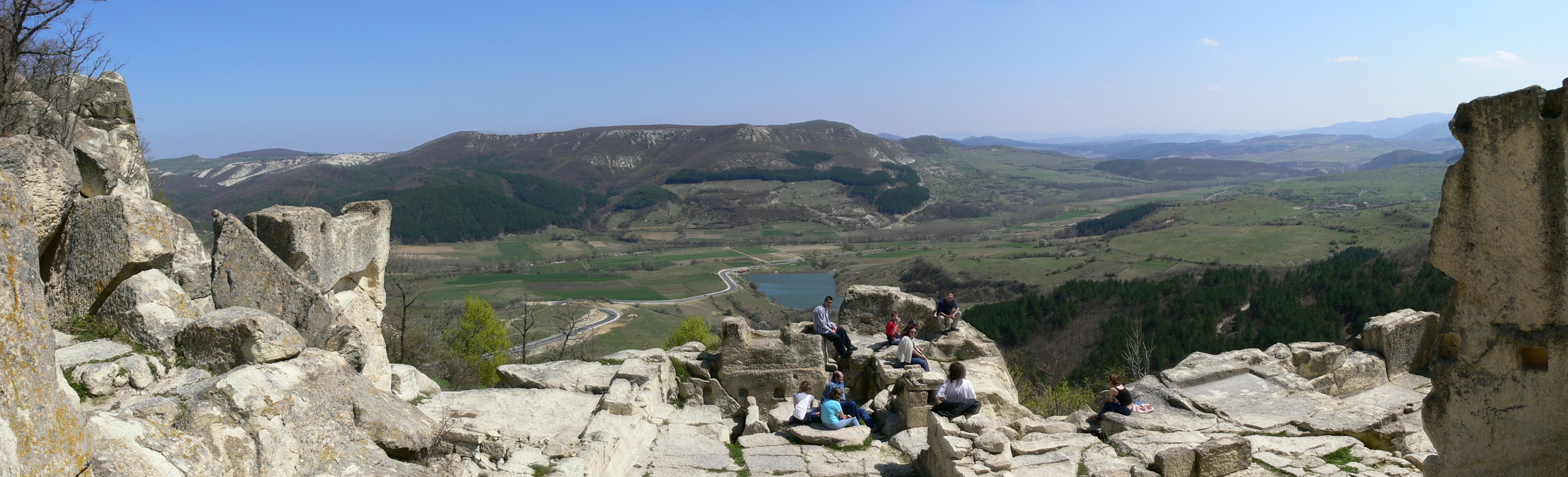
Panoramablick – nach Osten